# Pavel Vrba (textař)

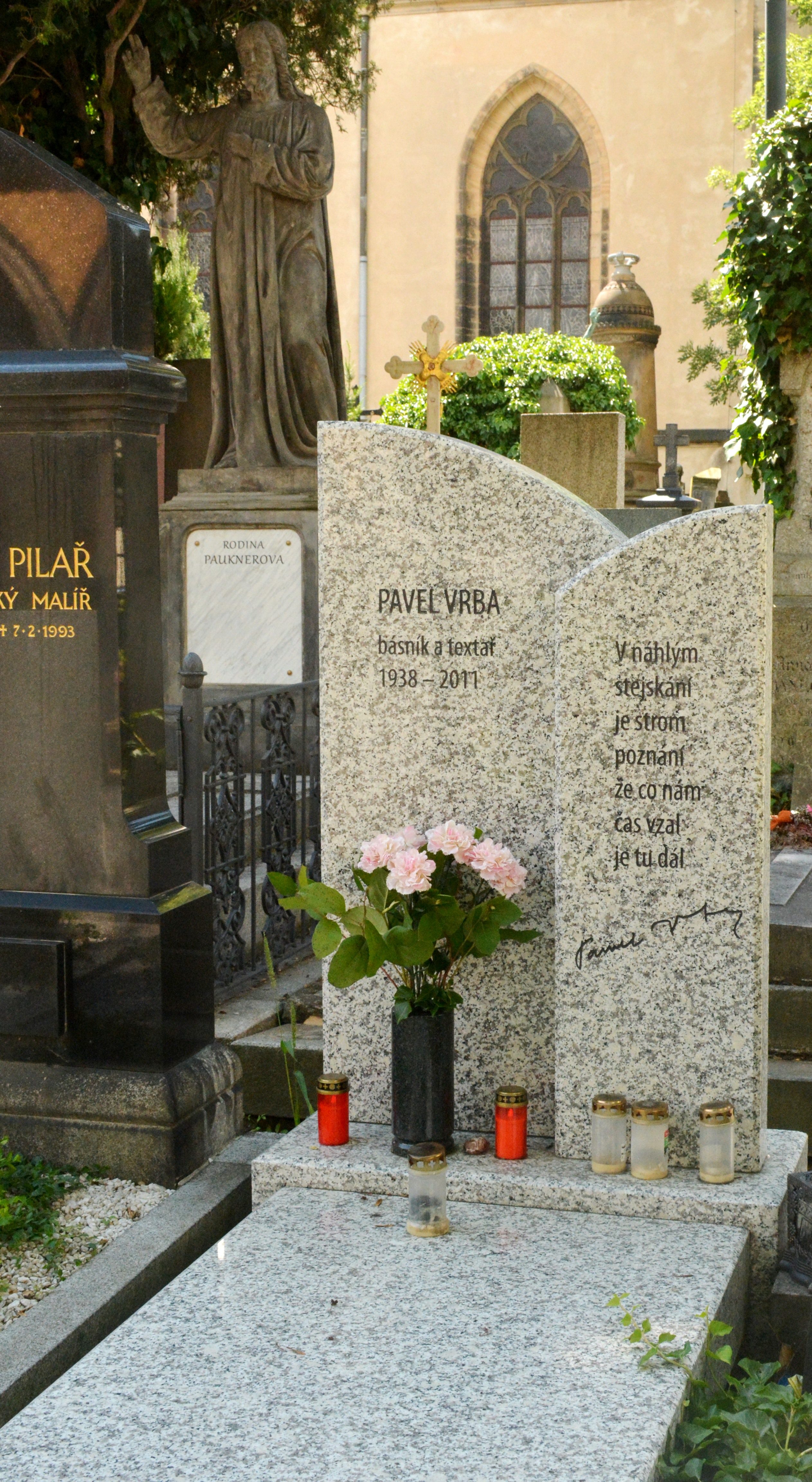
Hrob na Vyšehradském hřbitově v Praze

Pavel Vrba (16. dubna 1938 Brno – 7. září 2011 Praha) byl český básník, publicista a významný písňový textař žánru rock a pop music. Na svém kontě má zhruba 1400 nahraných písniček, celkem asi 2000 různých písňových textů pro mnohé interprety populární a muzikálové hudby. Jeho texty zpívala například rocková skupina Olympic (např. Jasná zpráva), Blue Effect (alba Nová syntéza 2, Svět hledačů a 33) Synkopy (alba Sluneční hodiny, Křídlení, Zrcadla a Dlouhá noc) nebo zpěváci Věra Špinarová, Petr Spálený, Petr Novák, Pavel Novák, Petra Janů, Lucie Bílá, Iveta Bartošová, Karel Gott, Helena Vondráčková, Michal David, Jitka Zelenková, Leona Machálková, Hana Hegerová a další.

## Ocenění
Podle osobních webových stránek a České televize:
- Stříbrná Děčínská kotva
- Stříbrná Děčínská kotva
- Bronzová Bratislavská lyra
- 1979: Zlatá Bratislavská lyra za píseň Šaty z šátků, kterou interpretoval a složil Lešek Semelka
- Stříbrná Bratislavská lyra
- Bronzová Bratislavská lyra
- 1985: Zlatá Bratislavská lyra za píseň Co je vůbec v nás, kterou interpretovala skupina Olympic, hudbu složil Petr Janda
- Výroční cena ČHF 91 – za textovou tvorbu
- 1992: 2. cena Národní soutěž o muzikál, za 451° Fahrenheita – Zapalovač
- 2008: Zlatá cena OSA za přínos české hudbě
- Český rozhlas – Legenda Nočního proudu (po druhé in memoriam v roce 2011)
- 2010: oceněn správní radou DILIA Uznáním za celoživotní umělecké tvůrčí činy, občanské postoje a ostatní aktivní činnosti v široké oblasti kultury
- 2014: Píseň Jasná zpráva byla vložena do Zlatého fondu OSA (hudbu složil Petr Janda) – dlouhá léta byla živě nejhranější písní.

## Knižní tvorba
- Jihočeská krajina, nakladatelství ČTK – Pressfoto, Praha 1984, fotografie Jan Ságl.
- Praha – kaleidoskop velkoměsta, nakladatelství ČTK – Pressfoto, Praha 1991, fotografie Michal Polák.
- Krkonoše, nakladatelství ČTK – Pressfoto, Praha 1992, fotografie Jiří Bruník.
- Yvetta Simonová a její osudoví muži, nakladatelství HAK (Humor a kvalita), Praha 1996, ISBN 80-85910-09-8, (2. doplněné vydání nakladatelství Andrej Šťastný, Zvole u Prahy 2004, ISBN 80-86739-14-7 a tamtéž doplněné 3. vydání 2015 978-80-86739-63-2).
- ...A prošlo tu 60 + 6 andělů, nakladatelství HAK (Humor a kvalita), Praha 1998, ISBN 80-85910-18-7.
- Můj Ahasver (sbírka poezie), nakladatelství Primus, Praha 2003, ISBN 80-86207-58-7, ilustrace Jan Antonín Pacák.
- Jasná zpráva (knížka písňových textů), nakladatelství Pepa Praha, 2003, ISBN 80-239-0368-3.
- Medvědí knížka, nakladatelství Fany pro nadační fond Kapka naděje, Praha 2008, ISBN 978-80-254-1804-8.
- NOHY viděné očima Jakuba Ludvíka a Pavla Vrby, vydal Jakub Ludvík, Praha 2009.
- Hříčky, vydal Jakub Ludvík, Praha 2009.
- Charlotta, nakladatelství Primus, Praha 2012, fotografie Jan Chaloupka ISBN 978-80-87527-01-6.
- Pavel Vrba. Básník na pěti linkách nakladatelství Slovart, Praha 2014, součástí knihy je CD a DVD, ISBN 978-80-7391-869-9.
- Rumová nevěsta (sbírka poezie), nakladatelství Primus 2015, ilustroval Michi Cerny, ISBN 978-80-87527-11-5 (brožováno).
- Moje Praha (poetické vyprávění, kterým se nechal inspirovat fotograf Miloš Schmiedberger), vydalo nakladatelství Naše vojsko, 2016. Součástí knihy je CD Královská cesta Pavla Vrby, 978-80-206-1625-8.
- Pojďte se na pár minut zbláznit (sbírka poezie), nakladatelství Primus, Praha 2019. Ilustrace Vojtěch Bartoš, Michal Soumar, Mikuláš Zadák, Natálie Archlebová - Studenti Střední školy designu a umění knižní kultury a ekonomiky v Praze. ISBN 978-80-87527-26-9.
- Mizející Praha, Pavel Vrba - Jan Reich (poema inspirovaná fotografiemi Jana Reicha), nakladatelství Karel Koutský - Ateliér Fotorenezance, Praha 2020. 84 čb. fot. ISBN 80-86010-25-2 (váz.)

## Autorská alba
Kromě LP, singlů, EP a CD, které obsahují texty písní Pavla Vrby, vyšla tato jeho autorská tematická alba:
- 1973 LP VRBA  - výběr z tvorby (Supraphon)
- 1974 LP Nová syntéza 2, Modrý Efekt, hudba Radim Hladík (Panton)
- 1977 LP (CD 2008) Zrnko písku, skupina Bohemia, hudba Jan Kubík, Lešek Semelka, Michal Pavlíček (Panton, Supraphon)
- 1979 LP Svět hledačů,  M. Efect, hudba Radim Hladík (Panton)
- 1980 LP  Slunečnice pro Vincenta van Gogha – skupina Mahagon, hudba Petr Klapka, zpěv Zdena Adamová (Supraphon)
- 1981 LP Třiatřicet 33,  Modrý efekt, hudba Radim Hladík, zpěv Lešek Semelka (Supraphon)
- 1981 LP Hůl v slunečních hodinách, Synkopy 61, hudba Oldřich Veselý (Supraphon)
- 1983 LP Obratník raka, skupina Citron (Supraphon – jen v anglické verzi)
- 1983 LP Křídlení, Synkopy, hudba Oldřich Veselý (Supraphon)
- 1983 LP  Pečeť, C & K Vocal, hudba Ota Petřina (Supraphon)
- 1985 LP Zrcadla, Synkopy, hudba Oldřich Veselý (Panton)
- 1985 LP a CD (2003) Zpověď – George and Beatovens, hudba a zpěv Petr Novák (Panton LP, Bonton s.r.o. CD)
- 1988 LP Jasná zpráva – výběr z tvorby k autorovým padesátinám (Supraphon)
- 1989 LP  Dlouhá noc, skupina Synkopy, hudba a zpěv Oldřich Veselý (Panton)
- 1990 LP Jak co hrát, hudba Michal David, vyprávění a zpěv Rudolf Hrušínský a jeho vnuk Rudolf Hrušínský nejmladší (Orion)
- 1997 CD Karambol, skupina SLS, hudba Lešek Semelka
- 2003 CD Jasná zpráva – výběr z tvorby k autorovým 65. narozeninám  (Supraphon)
- 2006 CD Odysseia, hudba Oldřich Veselý, záznam písní z muzikálu (Městské divadlo v Brně)
- 2008 CD Jasná zpráva – jedeme dál, záznam Galakoncertu k autorovým 70. narozeninám v divadle Hybernia (Popron)
- 2009 CD Kouzlem spoutaná, hudba P. I. Čajkovskij, L. van Beethoven, B. Smetana, A. Dvořák, F. Chopin, J. Schubert, W. A. Mozart, G. Fauré, P. Breiner, zpěv Sisa Sklovska, nahrál Symfonický orchestr Slovenského rozhlasu (Tauntone)
- 2012 CD Já, Fracois Villon,  hudba Ondřej Brzobohatý, písně ze stejnojmenného muzikálu (vydalo Divadlo Na Jezerce)

## Diskografie
Kompletní diskografie Pavla Vrby podle údajů OSA obsahuje skladby, které byly natočeny a vydány na nosičích, případně natočeny a nikdy nevydány. Seřazeny jsou chronologicky vždy podle prvního data vydání. Mnohé z nich byly natočeny a vydány též později v nových verzích, v některých případech s jinými interprety. Další skladby s texty Pavla Vrby byly provozovány na jevištích při koncertech, v muzikálech a divadelních hrách.

### 60. léta
| Rok  | Název písně                    | Interpret                                         | Hudba                                      | Poznámka                                                                                              |
| ---- | ------------------------------ | ------------------------------------------------- | ------------------------------------------ | --- |
| 1966 | Karty mi nelžou                | Eva Pilarová                                      | Tomislav Vašíček                           | |
| 1966 | Mám ráda cestu lesní           | Helena Vondráčková                                | Pavel Vitoch                               | Ze hry Čekání na slávu (divadlo Rokoko).                                                              |
| 1966 | Snad jednou ti dám             | Karel Kahovec, Jan Farmer Obermayer: The Matadors | Otto Bezloja, Pavel Vrba                   | |
| 1966 | Probuzení                      | Karel Gott                                        | Ladislav Štaidl, Antonín Gondolán          | |
| 1966 | Šaty z duhy                    | Helena Vondráčková a Marta Kubišová               | Jaromír Knittl                             | |
| 1967 | Proč odmítá slunce pálit?      | Karel Gott                                        | Udo Jürgens                                | Udo Jürgens je autorem původního textu "Wo ist der Sommer geblieben?"                                 |
| 1967 | Denně čekám                    | Marta Kubišová                                    | Burt Bacharach                             | Z televizního seriálu Píseň pro Rudolfa III., původní text "Anyone Who Had A Heart" napsal Hal David. |
| 1967 | Roubík dám teď srdci           | Karel Hála                                        | Chuck Seals                                | Původní text "Crazy Arms" napsal Ralph Eugene Mooney.                                                 |
| 1967 | Luna pobledla                  | hudba Antonín Gondolán Sally Sellingová           | Antonín Gondolán, Sally Sellingová         | |
| 1967 | Stýblo trávy                   | Karel Hála                                        | Jan Spálený                                | |
| 1967 | Blues o tom, že život je chlap | Marta Kubišová                                    | Pavel Vitoch                               | |
| 1967 | Tam tam                        | Václav Neckář                                     | Vladimír Rukavička                         | |
| 1968 | Mrs. Applebee                  | Václav Neckář                                     | Billy Meshel                               | Původní text Billy Meshel.                                                                            |
| 1968 | Jen já vím                     | Pavel Novák                                       | Calvin Jerome Lewis, Andrew Wright         | Původní text "When A Man Loves A Woman" napsali Calvin Jerome Lewis a Andrew Wright.                  |
| 1968 | Žij dál                        | Yvonne Přenosilová                                | Johnny Marsden                             | Z televizního seriálu Píseň pro Rudolfa III., původní text "La La La" napsal Johnny Marsden.          |
| 1968 | Lipovou alejí                  | Helena Vondráčková                                | Jaromír Klempíř                            | Z televizního seriálu Píseň pro Rudolfa III.                                                          |
| 1968 | Tak už pojď!                   | Laďka Kozderková                                  | Mitch Murray, Peter Robin Callander        | Původní text "Tell The Boys" napsali Mitch Murray a Peter Robin Callander.                            |
| 1968 | Lampa                          | Marta Kubišová                                    | Bohuslav Ondráček                          | |
| 1968 | Žít, jen žít                   | Waldemar Matuška                                  | Petr Hapka                                 | |
| 1968 | Jsi jen blud                   | Marie Rottrová                                    | Clint Ballard jr.                          | Původní text "You're No Good" napsal Clint Ballard jr.                                                |
| 1968 | Hlídám                         | Pavel Novák                                       | Michel Polnareff                           | Původní text "Love Me, Please, Love Me" napsal Frank Gerald.                                          |
| 1968 | Obraz v kaluži                 | Petr Spálený                                      | John Denver                                | Původní text "For Bobby" napsal John Denver.                                                          |
| 1968 | Píseň pro dívku                | Václav Neckář                                     | Petr Hapka                                 | |
| 1968 | Reťaz                          | Marta Kubišová                                    | Ján Siváček                                | Spoluautor textu Tomáš Janovic.                                                                       |
| 1968 | Díky vám                       | Václav Neckář                                     | Milan Dvořák                               | |
| 1968 | Nech mě spát                   | Karel Gott                                        | Ladislav Štaidl                            | |
| 1968 | Já měl už dávno plout          | Petr Spálený                                      | Dallas Frazier                             | Původní text "Mohair Sam" Dallas Frazier.                                                             |
| 1968 | Půjdu dál                      | Hana Pazeltová                                    | Jaromír Klempíř                            | Nahráno v roce 1968 a publikováno v roce 2010.                                                        |
| 1968 | Květy jeřabin                  | Pavlína Filipovská                                | John D. Loudermilk                         | Původní text "This Little Bird" napsal John D. Loudermilk.                                            |
| 1968 | Ten dopis zoufalý              | Yvetta Simonová                                   | Ladislav Kubík                             | |
| 1968 | Houpací síť                    | Karel Hála                                        | Jaromír Klempíř                            | |
| 1969 | Čti mou dlaň                   | Helena Vondráčková                                | Bedřich Nikodem                            | |
| 1969 | Prázdná ulice                  | Jan Hauser, Sally Sellingová                      | Ray Charles                                | Původní text "Lonely Avenue" napsal Ray Charles.                                                      |
| 1969 | Plynně řečí ptáků hovořím      | Václav Neckář                                     | Jindřich Brabec                            | |
| 1969 | Já nechci mít                  | Jitka Zelenková                                   | Antonín Gondolán                           | |
| 1969 | Odešel mi                      | Pavlína Filipovská                                | Antonín Gondolán                           | |
| 1969 | Umělá květina                  | Pavlína Filipovská, Petra Stolejdová              | Antonín Gondolán                           | |
| 1969 | Já tu s tváří neměnnou         | Marta Kubišová                                    | Jindřich Brabec                            | |
| 1969 | Stánek mám pouťový             | Helena Blehárová                                  | Gordon Boumer                              | Původní text "Fancy Dancin' Man" napsal Gordon Boumer.                                                |
| 1969 | Můj táta Jack                  | Helena Blehárová                                  | John Spier Simon                           | Původní text "My Name Is Jack" napsal John Spier Simon.                                               |
| 1969 | To vadí                        | Petr Spálený                                      | John Lennon, Paul McCartney                | Původní text "Ob-La-Di, Ob-La-Da" napsali John Lennon a Paul McCartney.                               |
| 1969 | Zlá chvíle                     | Petr Novák                                        | Petr Novák                                 | |
| 1969 | Potají                         | Milan Drobný                                      | Jindřich Brabec                            | |
| 1969 | Bláznivý býk                   | Josef Laufer                                      | Jaromír Klempíř                            | |
| 1969 | Já neříkám                     | Josef Laufer                                      | Jaromír Klempíř                            | |
| 1969 | Modrým kachnám                 | Zdeněk S. Kučera                                  | Burt Bacharach                             | Původní text "This Guy's In Love With You" napsal Hal David.                                          |
| 1969 | Vážky                          | Eva Pilarová                                      | Jindřich Brabec                            | |
| 1969 | A tak tě vítám, lásko          | Yvetta Simonová                                   | Horst Jankowski                            | Původní text "Ein Hoch der Liebe" Carl Schaeuble.                                                     |
| 1969 | Dál zní tu píseň               | Yvetta Simonová                                   | Franco Bracardi                            | Původní text "Stanotte sentirai /Una canzone" napsal Renato Queirolo.                                 |
| 1969 | Spěchám žít                    | Milan Chladil                                     | Sidney Keith Russell                       | Původní text "Honey" napsal Sidney Keith Russell.                                                     |
| 1969 | Dnes ráno                      | Jiří Štědroň                                      | Ernest Maresca                             | Původní text "Child Of Clay" napsali Ernest Maresca a James M. Martin Stulberger.                     |
| 1969 | Mám víru                       | Karel Hála                                        | Jaromír Klempíř                            | |
| 1969 | Měsíc Lord                     | Jiří Štědroň                                      | Jaromír Klempíř                            | |
| 1969 | Pohrdání (Zpověď herečky)      | Hana Hegerová                                     | Petr Hapka                                 | |
| 1969 | Tak být madonou                | Hana Hegerová                                     | Petr Hapka                                 | |
| 1969 | Já hrachem házím               | Václav Neckář                                     | Barry Gibb, Maurice Gibb a Robin Hugh Gibb | Původní text "Kitty Can" napsali Barry Gibb, Maurice Gibb a Robin Hugh Gibb.                          |
| 1969 | Zlatá monstrance               | Helena Vondráčková                                | Jindřich Brabec                            | |
| 1969 | Chci právo trubky mít          | Marta Kubišová                                    | Jindřich Brabec                            | |
| 1969 | Kdybych já byl kovářem         | Petr Spálený                                      | Tim Hardin                                 | Původní text "If I Were A Carpenter" napsal Tim Hardin.                                               |
| 1969 | Zlý dlouhý půst                | Marta Kubišová                                    | Bohuslav Ondráček                          | |
| 1969 | Pár metálů                     | Marta Kubišová                                    | Harry Macourek                             | |
| 1969 | Já hledám dům                  | Helena Vondráčková                                | Jaromír Klempíř                            | |
| 1969 | Oči měl netečný                | Marta Kubišová                                    | Burt Bacharach                             | Původní text "I Smiled Yesterday" napsal Hal David.                                                   |
| 1969 | Mne láska ošálí                | Milena Zahrynowská                                | Jaromír Klempíř                            | |
| 1969 | Král poutníků                  | Eva Pilarová                                      | Jindřich Brabec                            | |
| 1969 | Jdi dál                        | Petr Novák                                        | Petr Novák                                 | |

### 70. léta
|      | Název písně                          | Interpret                         | Hudba                                           | Poznámka |
| ---- | ------------------------------------ | --------------------------------- | ----------------------------------------------- | --- |
| 1970 | Prý já to byl                        | Ladislav Vodička                  | Marijohn Wilkin                                 | Původní text písně "Long Black Veil" napsal Danny Dill. Píseň vyšla též s v roce 2010 názvem Dlouhý šál, kterou nazpíval Pavel Bobek.          |
| 1970 | Prosím tě, stůj                      | Petr Spálený                      | Jan Spálený                                     | |
| 1970 | Dýmka je zázrak                      | Petr Spálený                      | Jan Spálený                                     | |
| 1970 | Zasněnej bernardýn                   | Petr Spálený                      | Jan Spálený                                     | |
| 1970 | Grand Prix                           | Jiří Štědroň                      | Václav Zahradník                                | |
| 1970 | Koupím ti šňůru                      | Milan Drobný                      | Jaromír Klempíř                                 | |
| 1970 | Sluneční spár                        | Ladislav Vodička                  |                                                 | Původní název písně je Oh, Burry, Me Not (traditional).                                                                                        |
| 1970 | Vem ďas tu ženskou                   | Ladislav Vodička                  | Don Wayne                                       | Původní text písně "Birmingham Blues" napsal Don Wayne.                                                                                        |
| 1970 | Úmluva s panenkou                    | Alena Tichá                       | Tony Hatch                                      | Původní text písně "Don't Sleep In The Subway" napsal Jackie Trent.                                                                            |
| 1970 | Aldebarán                            | Aleš Ulm                          | Vítězslav Hádl                                  | |
| 1970 | Prej v létě                          | Miluše Voborníková                | Jindřich Brabec                                 | |
| 1970 | Skřítek domácí                       | Miluše Voborníková                | Jindřich Brabec                                 | |
| 1970 | A svět se klidně otáčí               | Miluše Voborníková                | Jindřich Brabec                                 | Nahráno v roce 1970 a publikováno v roce 2012.                                                                                                 |
| 1970 | Kroužek z klíčů                      | Miluše Voborníková                | Jindřich Brabec                                 | Nahráno v roce 1970 a publikováno v roce 2012.                                                                                                 |
| 1970 | Žluté kytky s modrou vázou           | Helena Vondráčková                | Philamore Lincoln                               | Původní text "Temma Harbour" napsal Philamore Lincoln.                                                                                         |
| 1970 | Andrea                               | Jiří Štědroň                      | Václav Zahradník                                | |
| 1970 | Mít pouhej tejden                    | Karel Gott, Marie Rottrová        |                                                 | Hudba a původní text "Good Morning Freedom" Roger John Reginald Greenaway, Roger Frederick Cook, Albert Louis Hammond a Mike Edward Hazlewood. |
| 1970 | To se budem príma mít                | Karel Kahovec                     | Buck Owens                                      | Původní text "We're Gonna Let The Good Times Roll" napsal Buck Owens.                                                                          |
| 1970 | Jak můžeš                            | Karel Kahovec                     | Jiří Brabec                                     | Původní text "If You Fall Out Of Love With Me" napsali Buck Owens a Bonnie Owens.                                                              |
| 1970 | Shane                                | Ladislav Vodička                  | Jiří Brabec                                     | |
| 1970 | Ráj                                  | Helena Vondráčková                | Armand Ferdinand Antoine Canfora a Bonnie Owens | Původní text "Non, c'est rien" napsali Michel Eugene Jourdan a Robert Colby.                                                                   |
| 1970 | Dáma při těle                        | Petr Spálený                      | Lee Hazlewood                                   | Původní text "Four Kinds Of Lonely" napsal Lee Hazlewood.                                                                                      |
| 1970 | Signály kouřový                      | Viktor Sodoma                     | Václav Zahradník                                | |
| 1970 | Žij fajn                             | Viktor Sodoma                     | Jiří Hodan                                      | Nahráno v roce 1970 a publikováno v roce 2008.                                                                                                 |
| 1970 | Kuropění                             | Milan Drobný                      | Jindřich Brabec                                 | |
| 1971 | Zlej kámen                           | Hana Zagorová                     | Jindřich Brabec                                 | |
| 1971 | Bloumat po neznámým pobřeží          | Hana Zagorová                     | Jindřich Brabec                                 | |
| 1971 | Já tiše říkám díky                   | Petr Spálený                      | Pavel Krejča                                    | |
| 1971 | Slunce sháním                        | Eva Olmerová                      |                                                 | Původní text "I Built A Wall All Around Me" napsal Ray Pennington.                                                                             |
| 1971 | V ptačích rájích                     | Eva Pilarová                      | Joe South                                       | Původní text "Birds Of A Feather" napsal Joe South.                                                                                            |
| 1971 | Botky z lýka                         | Petra Černocká                    | Zdeněk Marat                                    | |
| 1971 | Dlouho, dlouho spím                  | Petr Spálený                      | Neil Diamond                                    | Původní text "Holly Holy" napsal Neil Diamond.                                                                                                 |
| 1971 | Můj vlak vysněnej                    | Country Beat Jiřího Brabce        | Jiří Brabec                                     | Původní text "Midnight Special" (traditional).                                                                                                 |
| 1971 | Jsem tulák                           | Ladislav Vodička                  | Jiří Brabec                                     | |
| 1971 | Bídnej chlap                         | Karel Kahovec                     | Lola Jean Dillon                                | Původní text "Bottoms Up" napsala Lola Jean Dillon.                                                                                            |
| 1971 | Cesta za vojákem                     | Lída Nopová                       | Jiří Bažant                                     | |
| 1971 | Ústa dívky Dáši                      | Petr Spálený                      | Jan Spálený                                     | |
| 1971 | Telefon mlčí                         | Michal Prokop                     | Jan Spálený                                     | |
| 1971 | To chtěl bych já                     | Petr Spálený                      | Jan Spálený                                     | |
| 1971 | Strop                                | Naďa Urbánková                    | John Worsley a David Myers                      | Původní text "Jack In The Box" napsali John Worsley a David Myers.                                                                             |
| 1971 | Začalo lejt                          | Marie Rottrová                    |                                                 | Hudbu a původní text "It's Your Thing" napsali O'Kelly Isley, Rudolph Bernard Isley a Ronald Isley.                                            |
| 1971 | Stýblo trávy                         | Karel Hála                        | Jan Spálený                                     | |
| 1972 | Sirael                               | Waldemar Matuška                  | Bohuslav Ondráček                               | |
| 1972 | Aquarius                             | Helena Vondráčková                |                                                 | Hudba a původní text Galt Mac Dermot, James Rado a Gerome Ragni.                                                                               |
| 1972 | Teď už víš, jakej jsem               | Aleš Ulm                          | Bobby Larry Russell                             | Původní text "Do You Know Who I Am" Bobby Larry Russell.                                                                                       |
| 1972 | Ten pán                              | Milan Drobný                      | Hans Bouwens                                    | Původní text "Tonight" původní text Hans Bouwens.                                                                                              |
| 1972 | Ke hrám míčky jsou                   | Viktor Sodoma                     |                                                 | Hudba a původní text "When I'm Dead And Gone" Bernard Joseph Gallagher a Graham Hamilton Lyle.                                                 |
| 1972 | Nechci                               | Marie Rottrová                    | Josef Erich Zawinul                             | Původní text "Mercy, Mercy" napsal Josef Erich Zawinul.                                                                                        |
| 1972 | Hloubej                              | Petra Černocká                    |                                                 | Hudba a původní text "Soley, Soley" Miro Jose Fernando Arbex.                                                                                  |
| 1972 | Koupíš kornout kaštanů               | Naďa Urbánková                    | Oskar Felcman                                   | |
| 1972 | V snových pokojích                   | Maryla Rodowicz                   | Pavol Hammel                                    | |
| 1972 | Ohnice                               | Karel Černoch                     | Karel Černoch                                   | |
| 1972 | Zlatej brouk                         | Jana Matysová                     |                                                 | Hudba a původní text "Oh, Pretty Woman" Roy Orbison a Bill Dees.                                                                               |
| 1972 | Hej v dubinách                       | Jan Antonín Pacák                 | Jan Spálený                                     | |
| 1972 | Trojzub Neptunův                     | Petr Spálený                      | Jan Spálený                                     | |
| 1972 | Tvář bělavou láskou proměním         | Naďa Urbánková                    | Jan Spálený                                     | |
| 1972 | To říká inzerát                      | Elena Lukášová a Petr Janda       | Warren Davis a George Walter Malone             | Původní text "Book Of Love" napsal Charles Patrick.                                                                                            |
| 1972 | Georgie                              | Petra Černocká                    | Lucy Farrington                                 | Původní text "Georgie" napsala Lucy Farrington.                                                                                                |
| 1972 | Slib a šalvěj                        | Milan Drobný                      | Milan Drobný                                    | |
| 1972 | Láska k říkadlům                     | Viktor Sodoma                     | Richard Starkey                                 | Původní text "Back Of Boogaloo" napsal Richard Starkey.                                                                                        |
| 1972 | Ty zákaz vjezdu máš                  | Elena Lukášová                    | Stuart Basore                                   | Původní text "A Better Deal Than That" napsal Stuart Basore.                                                                                   |
| 1972 | Bílý velryby                         | Milan Drobný                      | Mojmír Balling                                  | |
| 1972 | Veverčí kolo                         | Miroslav Hajšman                  | David Clayton Thomas                            | Původní text "Spinning Wheel" napsal David Clayton Thomas.                                                                                     |
| 1972 | Tři klauni                           | Petr Spálený                      | Paul McCartney                                  | Původní text "Bip - Bop" napsala Linda Mc Cartney.                                                                                             |
| 1973 | Ráno v šálcích čajových              | Naďa Urbánková                    | Václav Zahradník                                | |
| 1973 | Mám rád dívky kávový                 | Petr Spálený                      | Tommy Roe                                       | Původní text "Evergreen" napsal Tommy Roe. |
| 1973 | Chci jíst                            | Petr Spálený                      | Lee Hazlewood                                   | Původní text "A Real Live Fool" napsal Lee Hazlewood.                                                                                          |
| 1973 | Bangladéš                            | Markéta Johnová                   | Joan Baez                                       | Původní text "Song Of Bangladesh" napsala Joan Baez.                                                                                           |
| 1973 | Skryj mě!                            | Marie Rottrová                    | Karel Svoboda, Richard Kovalčík                 | |
| 1973 | Já vcházím rád                       | Karel Hála                        | Arsen Dědič                                     | |
| 1973 | Drahá                                | Antonín Gondolán                  | Nathan Kipner                                   | Původní text "The Green Green Grass Is Dying" napsal Gerard Langley.                                                                           |
| 1973 | Nemáš k houslím nadání               | Elena Lukášová                    | Jack White, Fred Jay                            | Původní text "Colorado River Song" napsal Jack White a Fred Jay.                                                                               |
| 1973 | Bývala                               | Petr Spálený                      | Mojmír Balling                                  | |
| 1973 | Festivalový květ                     | Pavel Bartoň                      | Jan Spálený                                     | |
| 1973 | Odjíždíš                             | Karel Zich                        | Bohuslav Ondráček                               | |
| 1974 | Malá holka zrzavá                    | Jiří Hromádka                     | Jan Spálený                                     | |
| 1974 | Nová syntéza 2                       |                                   | Radim Hladík                                    | Sbor Pavla Kühna, Jazzový orchestr Československého rozhlasu a Modrý efekt řídí Kamil Hála.                                                    |
| 1974 | Suzianna                             | KTO                               |                                                 | Traditional |
| 1974 | Místa v nás                          | Josef Laufer                      | Sharif Dean                                     | Původní text "Do You Love Me" napsal Sharif Dean.                                                                                              |
| 1974 | Co dál, co s tím                     | Jarmila Veselá                    | Jaromír Klempíř                                 | |
| 1974 | Loučení                              | Pavel Sedláček                    | Hans Bouwens                                    | Původní text "Baby Blue" napsal Hans Bouwens.                                                                                                  |
| 1974 | Vnímám                               | Jiří Schelinger                   | Jiří Schelinger                                 | |
| 1974 | Mrak                                 | Michal Prokop                     | Jan Spálený                                     | |
| 1975 | Dlouhej mejdan                       | Petr Spálený                      | Neil Diamond                                    | Původní text "Long Gone" napsal Neil Diamond.                                                                                                  |
| 1975 | Tak co teď s tím?                    | Petr Spálený                      | Randy Newman                                    | Původní text "Wait Till Next Year" napsal Randy Newman.                                                                                        |
| 1975 | Dona Mária                           | Petr Spálený                      | Václav Zahradník                                | |
| 1975 | Nevnímám rosu průhlednou             | Petr Spálený                      | Rose Dobson                                     | Původní text "Morning Dew" napsal Rose Dobson.                                                                                                 |
| 1975 | Ochraňuj tu píseň                    | Petr Spálený                      | Ivan Štědrý                                     | |
| 1975 | Díky vzdávám                         | Petr Spálený                      | Neil Diamond                                    | Původní text "Canta Libre" napsal Neil Diamond.                                                                                                |
| 1975 | Vlaky v mé hlavě                     | Petr Spálený                      | Jan Spálený                                     | |
| 1975 | Tahle píseň věčná zdá se             | Petr Spálený                      | Jan Spálený                                     | |
| 1975 | Sonny Boy                            | Karel Gott                        |                                                 | Hudba a původní text "Sunny Boy" Buddy G. De Sylva, Ray Henderson, Al Jolson a Lew Brown.                                                      |
| 1975 | Žofín láká ke vzpomínkám             | Yvetta Simonová                   | Jiří Svoboda                                    | |
| 1975 | Dík, že smím pár přátel mít          | Pavel Bobek                       |                                                 | Původní text "Give Your Best To Your Friends" a hudbu napsali Barry Gibb, Maurice Gibb a Robin Hugh Gibb.                                      |
| 1975 | Muži se nevracejí                    | Richard Kovalčík a Marie Rottrová | Jan Spálený                                     | |
| 1975 | Snad říčka ví                        | Pavel Bartoň                      | Raimonds Voldemarovič Pauls                     | Původní text "Krajina jezer" napsal Zdiedonis Purvs.                                                                                           |
| 1975 | Návrat                               | Jiří Štědroň                      | Mikael Leonovič Tariverdiev                     | Z televizního seriálu Sedmnáct zastavení jara. Původní text "Gde to daleko" napsal Robert Ivanovič Rožděstvenskij.                             |
| 1975 | Co vítr vzal                         | Aleš Ulm                          | Stylianos Vlavianos                             | Původní text "My Friend The Wind" napsal Robert Costandinos.                                                                                   |
| 1975 | Jeřábi                               | Pavel Liška                       | Jan Abramovich Frenkel                          | Původní text "Zhuravli" napsal Rasul G. Gamsatov.                                                                                              |
| 1975 | Charlie Chaplin                      | Zdena Lorencová                   | Dominguez Rafael Gil                            | Původní text "Charly" napsal Balague Enrique Milian.                                                                                           |
| 1975 | Setkání                              | Petra Černocká a Petr Rezek       | Zdeněk Merta                                    | |
| 1975 | Dávám kabát na věšák                 | Hana Zagorová                     | Jan Hrábek                                      | |
| 1975 | Májka v hájku                        | Rangers                           | Zdeněk Marat                                    | |
| 1975 | Nádraží                              | Jiří Korn                         | Georgi Korda                                    | |
| 1975 | Střapatá chryzantéma                 | Valerie Čižmárová                 | Miroslav Paleček                                | |
| 1976 | Co bys chtěl víc hudba               | Miluše Voborníková                | Jiří Vondráček                                  | |
| 1976 | Quasimodův sen                       | Marie Rottrová                    | Vladimír Figar                                  | |
| 1976 | Quasimodův sen II.                   | Marie Rottrová                    | Vladimír Figar                                  | |
| 1976 | Smrt a dívka                         | Miluše Voborníková a Petr Spálený | Franz Schubert                                  | Původní text "Der Tod und das Mädchen" napsal Matthias Claudius.                                                                               |
| 1976 | Vejdi                                | Karel Zich                        |                                                 | Hudba a původní text "Mandy" Richard Buchanan Kerr a Scott David English.                                                                      |
| 1976 | Otevři oči                           | Jitka Zelenková a Karel Černoch   | Václav Zahradník                                | |
| 1976 | Tmavá dáma                           | Jitka Zelenková                   | John Robert Durrill                             | Původní text "Dark lady" napsal John Robert Durrill.                                                                                           |
| 1976 | Je mi líto                           | Karel Zich                        | Karel Zich                                      | |
| 1976 | Můj plakát                           | Karel Zich                        | Karel Zich                                      | |
| 1976 | Říkají, že se mám vdát               | Marie Rottrová                    | Carole Bayer Sager                              | Původní text "The Other Side" napsala Carole Bayer Sager.                                                                                      |
| 1976 | Znak toulavých                       | Ladislav Vodička                  |                                                 | Hudba a původní text "The Wayward Wind" Herbert Newman a Stanley Lebowsky.                                                                     |
| 1976 | Restaurace U přívozu                 | Jan Bošina                        | Ivan Mládek                                     | Banjo Band Ivana Mládka |
| 1977 | Galveston                            | Karel Kahovec                     | Jimmy Webb                                      | Původní text "Galveston" napsal Jimmy Webb. |
| 1977 | Váš ráj                              | Petr Spálený                      | Pavel Krejča                                    | |
| 1977 | Tak ty se zítra vdáváš               | Miroslav Dudáček                  | Miroslav Dudáček                                | |
| 1977 | Má se stát                           | Marie Rottrová                    | Chuck Jackson                                   | Původní text "This Will Be" napsal Marvin Jerome Yancy.                                                                                        |
| 1977 | Je ráno                              | Petr Rezek                        | Petr Rezek                                      | |
| 1977 | Tak srdce přetáčí se                 | Petr Rezek                        | Petr Rezek                                      | |
| 1977 | Kdy, proč a v kom?                   | Petr Rezek                        | Petr Rezek                                      | |
| 1977 | Promiň, že jsem úsměvná              | Marie Rottrová                    | Jiří Urbánek                                    | |
| 1977 | Tak pojď si hrát                     | Eva Pilarová                      | Zdeněk Merta                                    | |
| 1977 | Pouť                                 | Marie Rottrová                    | Vladimír Figar                                  | |
| 1977 | Poslední Hemingwayova fotka          | Marie Rottrová                    | Jiří Urbánek                                    | |
| 1977 | Co mi brání                          | Skupina Bohemia                   | Lešek Semelka                                   | |
| 1977 | Vina křídel                          | Skupina Bohemia                   | Lešek Semelka                                   | |
| 1977 | Chór minulých nohou v průchodu Pasáž | Skupina Bohemia                   | Jan Kubík                                       | |
| 1977 | Zátiší peronních lístků              | Skupina Bohemia                   | Michal Pavlíček                                 | |
| 1977 | Sen o snu                            | Skupina Bohemia                   | Lešek Semelka                                   | |
| 1977 | Horké letní stmívání                 | Skupina Bohemia                   | Jan Kubík                                       | |
| 1977 | Milenci před Pollockovým obrazem     | Skupina Bohemia                   | Jan Kubík                                       | |
| 1977 | Vánku pouhé dýchnutí                 | Jiří Štědroň                      | Lešek Semelka                                   | |
| 1978 | Krásná, přebystrá                    | Aleš Ulm                          | Krzysztof Krawczyk                              | Původní text "Pogubilem drogi" napsal A. Kurylo.                                                                                               |
| 1978 | Koukej, táto                         | Viktor Sodoma                     | Seweryn Krajewski                               | Původní text "Ciagle pada" napsal Krzysztof Wojciech Dzikowski.                                                                                |
| 1978 | Ať soused shůry bouchá               | Marie Rottrová a Petr Němec       |                                                 | Hudba a původní text "You Make Me Feel Like Dancing": Leo Sayer a Vini Poncia.                                                                 |
| 1978 | Velký muž serenád                    | Petr Spálený                      | Neil Diamond                                    | Původní text "Long Fellow Serenade" napsal Neil Diamond.                                                                                       |
| 1978 | Valerie 78                           | Helena Vondráčková                | Martin Kratochvíl                               | |
| 1978 | Bloudím pasáží                       | Karel Gott                        | Lešek Semelka                                   | |
| 1978 | Až se vrátí rokenrol                 | Citron                            | Petr Michalík, Vladimír Kubala                  | |
| 1978 | Diskžokej                            | Citron                            | Petr Michalík, Vladimír Kubala                  | |
| 1978 | Málo mě znáš                         | Miroslav Dudáček                  | Paul McCartney                                  | Původní text "Mull Of Kintyre" napsal Paul McCartney.                                                                                          |
| 1978 | Líza                                 | Bezinky                           | Jessie Colter                                   | Původní text "I'm Not Lisa" napsal Jessie Colter.                                                                                              |
| 1978 | V novinách inzerát mám               | Bezinky                           | Sláva Kunst                                     | |
| 1979 | Bouda Na hororu                      | Marie Rottrová                    |                                                 | Hudba a původní text "Saved" napsal Jerry Leiber a Mike Stoller.                                                                               |
| 1979 | Most přes rozbouřené vody            | Helena Vondráčková                | Paul Simon                                      | Původní text napsal "Bridge Over Troubled Water" Paul Simon.                                                                                   |
| 1979 | Hani, nebuď jak malinká              | Hana Zagorová                     | Vladimír Popelka                                | |
| 1979 | Zmoudření babím létem                | Modrý efekt                       | Lešek Semelka                                   | |
| 1979 | Zázrak jedné noci                    | Modrý efekt                       | Lešek Semelka                                   | |
| 1979 | Hledám své vlastní já                | Oldřich Veselý                    | Oldřich Veselý                                  | |
| 1979 | Rajky                                | Modrý efekt                       | Radim Hladík                                    | |
| 1979 | Ten bál se koná                      | Eva Pilarová                      |                                                 | Hudba a původní text "Lady Madonna": John Lennon a Paul McCartney.                                                                             |
| 1979 | Hrál klavír píseň línou              | Eva Pilarová                      | Marvin Hamlisch, Carole Bayer Sager             | Původní text "Nobody Does It Better" napsala Carole Bayer Sager.                                                                               |
| 1979 | Barbara                              | Eva Pilarová                      | Vladimír Popelka                                | |
| 1979 | Pořád stejně já                      | Eva Pilarová                      |                                                 | Hudba a původní text "Whispering": John Schoenberger, Vincent Rose a Richard H. Coburn.                                                        |
| 1979 | Dukát                                | Petra Černocká                    | Petra Černocká                                  | |
| 1979 | Hlídač strach                        | Petra Černocká                    | Zdeněk Merta                                    | |
| 1979 | Ach škoda, věčná škoda nastokrát     | Petra Černocká                    | Zdeněk Merta                                    | |
| 1979 | Víš, víš čí jsem já                  | Petra Černocká                    | Petra Černocká                                  | |
| 1979 | Žena - dívka                         | Petra Černocká                    | Zdeněk Merta                                    | |
| 1979 | Miluju vstávání                      | Věra Špinarová                    | Andonis Civopulos                               | |
| 1979 | Tak nic neříkej                      | Věra Špinarová                    | Andonis Civopulos                               | |
| 1979 | Hadrová panna                        | Věra Špinarová                    | Alexander Goldscheider                          | |
| 1979 | Pusa za ucho                         | Jitka Molavcová                   | Alexander Goldscheider                          | |
| 1979 | Bublifuk                             | Eva Svobodová                     | Sláva Kunst                                     | |
| 1979 | Den na letních tržištích             | Petra Černocká                    | Zdeněk Merta                                    | |
| 1979 | Šaty z šátků                         | Modrý efekt                       | Lešek Semelka                                   | |
| 1979 | Nerad mám ráno dým                   | Modrý efekt                       | Lešek Semelka                                   | |
| 1979 | Nahodile                             | Jana Robbová a Viktor Sodoma      | Alexander Goldscheider                          | |
| 1979 | Fotka                                | Modrý efekt                       | Lešek Semelka                                   | |
| 1979 | Ptáky, když kroužkujou, pouštěj      | Modrý efekt                       | Lešek Semelka                                   | |
| 1979 | No tak, taxi                         | Citron                            | Jiří Schmutz, Vladimír Kubala                   | |
| 1979 | Televizní počasí                     | Citron                            | Petr Michalík, Vladimír Kubala                  | |
| 1979 | Malý velký muž                       | Miroslav Dudáček                  | Jaroslav Uhlíř                                  | |
| 1979 | Dej na moje slova                    | Miroslav Dudáček                  | Jindřich Brabec                                 | |
| 1979 | Kapesník v trávě                     | Miroslav Dudáček                  | Jaroslav Uhlíř                                  | |
| 1979 | Sloupy a dráty                       | Miroslav Dudáček                  | Miroslav Dudáček                                | |
| 1979 | Roztál sníh                          | Miroslav Dudáček                  | John Lennon                                     | Původní text "Love" napsal John Lennon. |
| 1979 | Láskou spálená                       | Věra Špinarová                    | Andonis Civopulos                               | |
| 1979 | Zátiší s kytarou a dýmkou            | Pavel Bartoň                      | Zdeněk Barták ml.                               | |

### 80. léta
| Rok  | Název písně                                                      | Interpret                                               | Hudba                           | Poznámka                                                                        |
| ---- | ---------------------------------------------------------------- | ------------------------------------------------------- | ------------------------------- | ------------------------------------------------------------------------------- |
| 1980 | Dá se...                                                         | Marie Rottrová                                          | Alla Borisovna Pugačeva         | Původní text "Prosto" napsal Ilja Rakhmielevich Reznik.                         |
| 1980 | Slunečnice pro Vincenta van Gogha I                              | Zdena Adamová Mahagon                                   | Petr Klapka                     |                                                                                 |
| 1980 | Slunečnice pro Vincenta van Gogha II. (Předzvěst)                | Zdena Adamová Mahagon                                   | Petr Klapka                     |                                                                                 |
| 1980 | Slunečnice pro Vincenta van Gogha II. (Neúnosnost)               | Zdena Adamová Mahagon                                   | Petr Klapka                     |                                                                                 |
| 1980 | Stránky deníku pod rolákem                                       | Zdena Adamová Mahagon                                   | Petr Klapka                     |                                                                                 |
| 1980 | Válka šálků                                                      | Zdena Adamová Mahagon                                   | Petr Klapka                     |                                                                                 |
| 1980 | Cinkni mincí                                                     | Zdena Adamová Mahagon                                   | Petr Klapka                     |                                                                                 |
| 1980 | A kámen tu nechám                                                | Zdena Adamová Mahagon                                   | Petr Klapka                     |                                                                                 |
| 1980 | Povím to modrým vodám                                            | Alena Tichá                                             | Jiří Svoboda                    |                                                                                 |
| 1980 | Fána vánek                                                       | Karel Černoch                                           | Jim Croce                       | Původní text "Bad Bad Leroy Brown" napsal Jim Croce.                            |
| 1980 | Kdo ví to                                                        | Karel Černoch                                           | Alexander Goldscheider          |                                                                                 |
| 1980 | Závěrem zbývá                                                    | Marcela Králová                                         | Michael Kocáb                   |                                                                                 |
| 1980 | A teď to máš                                                     | Marcela Králová                                         | Ondřej Soukup                   |                                                                                 |
| 1980 | Můj svět je automat                                              | Citron                                                  | Jiří Schmutz                    |                                                                                 |
| 1980 | Éli                                                              | Citron                                                  | Petr Michalík a Jiří Schmutz    | Supraphon                                                                       |
| 1980 | Ani stromy nerostou do nebe                                      | Citron                                                  | Petr Michalík                   |                                                                                 |
| 1980 | Osmý den                                                         | Olympic                                                 | Petr Janda                      |                                                                                 |
| 1980 | V stínu kapradiny                                                | Jana Kratochvílová                                      | Jana Kratochvílová              |                                                                                 |
| 1980 | Holubí Dante                                                     | Michal Prokop Framus Five                               | Michal Prokop                   |                                                                                 |
| 1980 | Řekli, že tu víc nebydlím                                        | Citron                                                  | Jiří Schmutz a Vladimír Kubala  |                                                                                 |
| 1980 | Žena v okně                                                      | Modrý efekt                                             | Lešek Semelka                   |                                                                                 |
| 1980 | Známe se dál                                                     | Modrý efekt                                             | Lešek Semelka                   |                                                                                 |
| 1981 | Když tohle vím jen já                                            | Marie Rottrová                                          | Lešek Semelka                   |                                                                                 |
| 1981 | Přišel můj umělec                                                | Marie Rottrová                                          | Jiří Urbánek                    |                                                                                 |
| 1981 | Třiatřicet                                                       | Modrý efekt                                             | Radim Hladík, Lešek Semelka     |                                                                                 |
| 1981 | Avignonské slečny z Prahy                                        | Modrý efekt                                             | Radim Hladík, Lešek Semelka     |                                                                                 |
| 1981 | Občasná pánská jízda                                             | Modrý efekt a Lešek Semelka                             | Lešek Semelka                   |                                                                                 |
| 1981 | Kohoutek kamarádství dokapává                                    | Modrý efekt a Lešek Semelka                             | Lešek Semelka                   |                                                                                 |
| 1981 | Dívky a slova                                                    | Helena Vondráčková                                      | Jiří Vondráček                  |                                                                                 |
| 1981 | Bouřka                                                           | Helena Vondráčková                                      | Jimmy Layne Webb                | Původní text "Mac Arthur Park" napsal Jimmy Layne Webb.                         |
| 1981 | Já je znám                                                       | Olympic                                                 | Petr Janda                      |                                                                                 |
| 1981 | Jasná zpráva                                                     | Olympic                                                 | Petr Janda                      |                                                                                 |
| 1981 | Hůl v slunečních hodinách                                        | Synkopy 61                                              | Oldřich Veselý                  |                                                                                 |
| 1981 | Jsi nádherně pravěká                                             | Synkopy 61                                              | Oldřich Veselý                  |                                                                                 |
| 1981 | Černý racek                                                      | Synkopy 61                                              | Oldřich Veselý                  |                                                                                 |
| 1981 | Vodopád                                                          | Synkopy 61                                              | Oldřich Veselý                  |                                                                                 |
| 1981 | Toulka je oblá hudba Oldřich Veselý Synkopy 61                   | Synkopy 61                                              | Oldřich Veselý                  |                                                                                 |
| 1981 | Ukryj, co zbývá ti                                               | Michal David                                            | Jurij Michajlovič Antonov       | Původní text "Nezabyvaj" napsal Michal Isajevič Tanich.                         |
| 1982 | Jen stejné jméno hudba                                           | Petra Janů                                              | Ota Petřina                     |                                                                                 |
| 1982 | Jdu zutá                                                         | Petra Janů                                              | Ota Petřina                     |                                                                                 |
| 1982 | Jámy                                                             | Petra Janů                                              | Ota Petřina                     |                                                                                 |
| 1982 | Když dva nejsou a jsou                                           | Lešek Semelka                                           | Lešek Semelka                   |                                                                                 |
| 1982 | Zánovní lidi                                                     | Lešek Semelka                                           | Lešek Semelka                   | S. L. S.                                                                        |
| 1982 | Máma má mísu                                                     | Daniel Fikejz                                           | Daniel Fikejz                   |                                                                                 |
| 1982 | Blíženci                                                         | Olympic                                                 | Petr Janda                      |                                                                                 |
| 1982 | Nic víc                                                          | Olympic                                                 | Petr Janda                      |                                                                                 |
| 1982 | Loučení s cizinkou                                               | Petr Novák                                              | Petr Novák                      |                                                                                 |
| 1982 | Trápí nás                                                        | Petr Novák                                              | Petr Novák                      |                                                                                 |
| 1982 | Když se stmívá                                                   | Petr Novák                                              | Petr Novák                      |                                                                                 |
| 1982 | Ty, krásná ženská                                                | Lešek Semelka a S. L. S.                                | Stanislav "Klásek" Kubeš        |                                                                                 |
| 1982 | Proč                                                             | Lešek Semelka a S. L. S.                                | Lešek Semelka                   |                                                                                 |
| 1982 | A tak si chráním soukromí                                        | Barbora Lišková                                         | Igor Vasiljevič                 |                                                                                 |
| 1982 | Narozeniny                                                       | Hana Zagorová                                           | Jan Rotter                      |                                                                                 |
| 1982 | Hvězda chodníků                                                  | Karel Gott                                              | Karel Gott a Pavel Fořt         |                                                                                 |
| 1982 | Picassova Guernica                                               | Marcela Králová                                         | Milan Dvořák                    |                                                                                 |
| 1983 | Ty nejsi zralý                                                   | Hana Zagorová, Petr Kotvald a Stanislav Hložek          | Joan Anita Barbara Armatrading  | Původní text "Rosie" Joan Anita Barbara Armatrading.                            |
| 1983 | Co mi chybí                                                      | Jan Spálený                                             | Jan Spálený                     |                                                                                 |
| 1983 | Klíč                                                             | Citron                                                  | Vladimír Kubala                 | Překlad "The Key" Vladimír Kočandrle – vyšlo pouze v anglické verzi.            |
| 1983 | Vyzutá tvář(Losing My Face)                                      | Citron                                                  | Petr Michalík                   | Překlad Vladimír Kočandrle. Vyšlo pouze v anglické verzi.                       |
| 1983 | Svátky(Dangerous)                                                | Citron                                                  | Jiří Schmutz                    | Překlad Vladimír Kočandrle. Vyšlo pouze v anglické verzi.                       |
| 1983 | Obratník raka(TropicOf Cancer)                                   | Citron                                                  | Vladimír Kubala                 | Překlad Vladimír Kočandrle. Vyšlo pouze v anglické verzi.                       |
| 1983 | Už závratě řídnou (When Wild Years Are Going)                    | Citron                                                  | Petr Michalík                   | Překlad Vladimír Kočandrle. Vyšlo pouze v anglické verzi.                       |
| 1983 | Máme tu pouť (This Show Won't End)                               | Citron                                                  | Vladimír Kubala                 | Překlad Vladimír Kočandrle. Vyšlo pouze v anglické verzi.                       |
| 1983 | Hemingway                                                        | C&K Vocal                                               | Ota Petřina                     |                                                                                 |
| 1983 | Čas                                                              | Super-robot                                             | Ota Petřina                     |                                                                                 |
| 1983 | Odchod                                                           | C&K Vocal                                               | Ota Petřina                     |                                                                                 |
| 1983 | Kopřiva                                                          | C&K Vocal                                               | Ota Petřina                     |                                                                                 |
| 1983 | Obálka                                                           | C&K Vocal                                               | Ota Petřina                     |                                                                                 |
| 1983 | Syn                                                              | C&K Vocal                                               | Ota Petřina                     |                                                                                 |
| 1983 | Něžná                                                            | Modrý efekt                                             | Radim Hladík                    |                                                                                 |
| 1983 | Záhada jmelí                                                     | Modrý efekt                                             | Radim Hladík                    |                                                                                 |
| 1983 | Jména                                                            | Lešek Semelka a S. L. S.                                | Lešek Semelka                   |                                                                                 |
| 1983 | Tak mi pomoz                                                     | Lešek Semelka a S. L. S.                                | Lešek Semelka                   |                                                                                 |
| 1983 | Barvy snů                                                        | Lešek Semelka a S. L. S.                                | Lešek Semelka                   |                                                                                 |
| 1983 | Čas fotí                                                         | Lešek Semelka a S. L. S.                                | Stanislav "Klásek" Kubeš        |                                                                                 |
| 1983 | Vraky lodí                                                       | Marcela Králová                                         | Petr Janda                      |                                                                                 |
| 1983 | Zívnutí                                                          | Marcela Králová                                         | Ondřej Soukup                   |                                                                                 |
| 1983 | Jsou chvíle                                                      | Marcela Králová                                         | Petr Janda                      |                                                                                 |
| 1983 | Alibaba chlap                                                    | Naďa Urbánková                                          | Aleš Sigmund                    |                                                                                 |
| 1983 | Je mi líno                                                       | Věra Špinarová                                          | Andonis Civopulos               |                                                                                 |
| 1983 | Láska trojdenní                                                  | Olympic                                                 | Petr Janda                      |                                                                                 |
| 1983 | Ten den                                                          | Olympic                                                 | Petr Hejduk                     |                                                                                 |
| 1983 | Stěhovák                                                         | Vítězslav Vávra                                         | Vítězslav Vávra                 |                                                                                 |
| 1983 | Ochraňuji otazník                                                | Barbora Lišková                                         | Lešek Semelka                   |                                                                                 |
| 1983 | Srdce                                                            | Synkopy                                                 | Oldřich Veselý                  |                                                                                 |
| 1983 | Souznění                                                         | Synkopy                                                 | Oldřich Veselý                  |                                                                                 |
| 1983 | Křídlení (Epilog)                                                | Synkopy                                                 | Oldřich Veselý                  |                                                                                 |
| 1983 | Homo sapiens                                                     | Synkopy                                                 | Oldřich Veselý                  |                                                                                 |
| 1983 | Krůpěj                                                           | Synkopy                                                 | Oldřich Veselý                  |                                                                                 |
| 1983 | Krát kolikrát                                                    | Synkopy                                                 | Vratislav Lukáš                 |                                                                                 |
| 1983 | Spor                                                             | Synkopy                                                 | Vratislav Lukáš                 |                                                                                 |
| 1983 | Blues o výčepu                                                   | Synkopy                                                 | Oldřich Veselý                  |                                                                                 |
| 1983 | Modřinná soustava                                                | Synkopy                                                 | Oldřich Veselý                  |                                                                                 |
| 1983 | Křídlení (Prolog)                                                | Synkopy                                                 | Oldřich Veselý                  |                                                                                 |
| 1984 | Přímky                                                           | Combo FH                                                | Daniel Fikejz                   |                                                                                 |
| 1984 | Hotelová snídaně                                                 | Věra Špinarová                                          | Andonis Civopulos               |                                                                                 |
| 1984 | Víš, děvenko                                                     | Věra Špinarová                                          | Andonis Civopulos               |                                                                                 |
| 1984 | A já tě závidím                                                  | Věra Špinarová                                          | Lešek Semelka                   |                                                                                 |
| 1984 | Jen jedenkrát                                                    | Olympic                                                 | Petr Janda                      |                                                                                 |
| 1984 | Už je po...                                                      | Olympic                                                 | Petr Janda                      |                                                                                 |
| 1984 | Třešňová voda                                                    | Milan Drobný                                            | Milan Drobný                    |                                                                                 |
| 1984 | Pravý jména věcí                                                 | Petra Janů a Ota Petřina                                | Ota Petřina                     |                                                                                 |
| 1984 | Sváteční úterý                                                   | Petra Janů                                              | Ota Petřina                     |                                                                                 |
| 1984 | Jsou krásy, které neumřou                                        | Petra Černocká a Zdeněk Merta                           | Zdeněk Merta                    |                                                                                 |
| 1984 | Jedeme dál                                                       | Petra Janů a Petr Janda                                 | Petr Janda                      |                                                                                 |
| 1984 | Ošklivé malé káčátko                                             | Petr Kotvald a Stanislav Hložek                         | Jan Rotter                      |                                                                                 |
| 1984 | Nemáš mě, lásko má                                               | Stanislav Hložek                                        | Stanislav Kalous                |                                                                                 |
| 1984 | Jedna z nemnohých                                                | Milan Dyk                                               | Aleš Sigmund                    |                                                                                 |
| 1984 | Stvořená k lásce                                                 | Hana Zagorová, Petr Kotvald a Stanislav Hložek          | Jan Rotter                      |                                                                                 |
| 1984 | Žasnu                                                            | Barbora Lišková                                         | Jiří Kahánek                    |                                                                                 |
| 1984 | Blues Nádržní ulice                                              | Jan Spálený                                             | Spencer Williams                | Původní text "Basin Street Blues" napsal Spencer Williams.                      |
| 1984 | Zas pláchly barvy                                                | Jiří Jelínek ml.                                        | Jiří Jelínek                    |                                                                                 |
| 1985 | Tak jo                                                           | Jan Spálený                                             | Jan Spálený                     |                                                                                 |
| 1985 | Myslím teď na tebe, moje milovaná                                | Jan Spálený                                             | Jan Spálený                     |                                                                                 |
| 1985 | Už zrezly bezy                                                   | Jan Spálený                                             | Jan Spálený                     |                                                                                 |
| 1985 | Mý lásky pouťový                                                 | Jan Spálený                                             | Jan Spálený                     |                                                                                 |
| 1985 | Rybí dráhy                                                       | Lešek Semelka a S. L. S.                                | Lešek Semelka                   |                                                                                 |
| 1985 | Ztrácím svou tvář                                                | Lešek Semelka a S. L. S.                                | Lešek Semelka                   |                                                                                 |
| 1985 | Kino Non-stop                                                    | Lešek Semelka a S. L. S.                                | Lešek Semelka                   |                                                                                 |
| 1985 | Velký třesk                                                      | Věra Wajsarová                                          | Zdeněk Nedvěd                   |                                                                                 |
| 1985 | Je to tvá vina                                                   | Olympic                                                 | Petr Janda                      |                                                                                 |
| 1985 | Jdeš vítězný                                                     | Věra Špinarová                                          | Andonis Civopulos               |                                                                                 |
| 1985 | Smutné ženy                                                      | Věra Špinarová                                          | Vítězslav Vávra                 |                                                                                 |
| 1985 | Koukej, kamaráde                                                 | Věra Špinarová                                          | Vítězslav Vávra                 |                                                                                 |
| 1985 | Ky ky ry ky                                                      | Věra Špinarová                                          | Pavel Králíček                  |                                                                                 |
| 1985 | Zamknout                                                         | Věra Špinarová                                          | Pavel Králíček                  |                                                                                 |
| 1985 | Pár figurín                                                      | Věra Špinarová                                          | Andonis Civopulos               |                                                                                 |
| 1985 | Nekonečný déšť                                                   | Věra Špinarová                                          | Andonis Civopulos               |                                                                                 |
| 1985 | Poslušná                                                         | Věra Špinarová                                          | Andonis Civopulos               |                                                                                 |
| 1985 | Žádný únik                                                       | Věra Špinarová                                          | Andonis Civopulos               |                                                                                 |
| 1985 | Zázrakem                                                         | Věra Špinarová                                          | Andonis Civopulos               |                                                                                 |
| 1985 | V průvanu                                                        | Hana Zagorová, Stanislav Hložek a Petr Kotvald          | Jan Rotter                      |                                                                                 |
| 1985 | Prolog                                                           | Rudolf Hrušínský                                        | Petr Novák                      |                                                                                 |
| 1985 | Svítíš                                                           | Petr Novák                                              | Petr Novák                      |                                                                                 |
| 1985 | A co tvůj obraz                                                  | Petr Novák                                              | Petr Novák                      |                                                                                 |
| 1985 | Hrozné dítě                                                      | Petr Novák                                              | Petr Novák                      |                                                                                 |
| 1985 | Mít tisíc životů                                                 | Petr Novák                                              | Petr Novák                      |                                                                                 |
| 1985 | Osamělost dlouhých nedělí                                        | Petr Novák                                              | Petr Novák                      |                                                                                 |
| 1985 | A co dál                                                         | Petr Novák                                              | Petr Novák                      |                                                                                 |
| 1985 | Poznání                                                          | Petr Novák                                              | Petr Novák                      |                                                                                 |
| 1985 | Starej obličej za kytkama                                        | Petr Novák                                              | Petr Novák                      |                                                                                 |
| 1985 | Vím, že nevím nic                                                | Petr Novák                                              | Petr Novák                      |                                                                                 |
| 1985 | Kvítková holka                                                   | Hana Zagorová, Stanislav Hložek a Petr Kotvald          | Jan Rotter                      |                                                                                 |
| 1985 | Co je vůbec v nás                                                | Olympic                                                 | Petr Janda                      |                                                                                 |
| 1985 | Žárlíš                                                           | Olympic                                                 | Petr Janda                      |                                                                                 |
| 1985 | Jako za mlada                                                    | Olympic                                                 | Petr Janda                      |                                                                                 |
| 1985 | Tůdle - nůdle                                                    | Olympic                                                 | Petr Janda                      |                                                                                 |
| 1985 | Tak se půlím                                                     | Olympic                                                 | Petr Janda                      |                                                                                 |
| 1985 | Mínus a plus                                                     | Olympic                                                 | Petr Janda                      |                                                                                 |
| 1985 | Jen sám...                                                       | Olympic                                                 | Petr Janda                      |                                                                                 |
| 1985 | Je to "dej"                                                      | Olympic                                                 | Petr Janda                      |                                                                                 |
| 1985 | Zloděj                                                           | Olympic                                                 | Petr Janda                      |                                                                                 |
| 1985 | Kanagom                                                          | Olympic                                                 | Petr Janda                      |                                                                                 |
| 1985 | Příští dny medové                                                | Věra Špinarová                                          | Vítězslav Vávra                 |                                                                                 |
| 1985 | Když svítím                                                      | Hana Zagorová                                           | Jan Rotter                      |                                                                                 |
| 1985 | Ty máš ji nejraděj'(elektrickou kytaru Gibson Les Paul r. v. 53) | Petra Janů a Petr Janda                                 | Petr Janda                      |                                                                                 |
| 1985 | Čas je relativní                                                 | Petra Janů                                              | Petr Janda                      |                                                                                 |
| 1985 | Je tu doba dešťů                                                 | Hana Zagorová                                           | Karel Vágner                    |                                                                                 |
| 1985 | Proč si o něj házet                                              | Marie Rottrová, Věra Špinarová, Heidi Janků a Eva Volná | Jan Volný                       |                                                                                 |
| 1985 | Kosmický sen                                                     | Marie Rottrová                                          | Kimol Prejtburg                 | Původní text "Kosmičeskij son" napsal Kimol Prejtburg.                          |
| 1985 | Chci tě mít                                                      | Petr Novák                                              | Petr Novák                      |                                                                                 |
| 1985 | Hra s pamětí                                                     | Synkopy                                                 | Oldřich Veselý                  |                                                                                 |
| 1985 | Blues pro můj den                                                | Synkopy                                                 | Oldřich Veselý                  |                                                                                 |
| 1985 | Zrcadla                                                          | Synkopy                                                 | Oldřich Veselý a Miloš Makovský |                                                                                 |
| 1985 | Kšíry                                                            | Synkopy                                                 | Miloš Makovský                  |                                                                                 |
| 1985 | Malá dívka s čelenkou                                            | Synkopy                                                 | Oldřich Veselý                  |                                                                                 |
| 1985 | Už se perem                                                      | Synkopy                                                 | Vilém Majtner                   |                                                                                 |
| 1985 | Láskovej mučedník                                                | Synkopy                                                 | Miloš Makovský                  |                                                                                 |
| 1985 | Poznám                                                           | Synkopy                                                 | Vilém Majtner a Miloš Makovský  |                                                                                 |
| 1985 | Průměrný                                                         | Synkopy                                                 | Oldřich Veselý                  |                                                                                 |
| 1985 | Co po tobě zbylo                                                 | Synkopy                                                 | Miloš Makovský                  |                                                                                 |
| 1985 | Ztráty a nálezy                                                  | Synkopy                                                 | Oldřich Veselý                  |                                                                                 |
| 1985 | Ten můj svět se mění                                             | Synkopy                                                 | Vilém Majtner                   |                                                                                 |
| 1985 | Chytal bych v žitě                                               | Synkopy                                                 | Miloš Makovský                  |                                                                                 |
| 1986 | Máš na boku chmýří                                               | Oldřich Říha Katapult                                   | Oldřich Říha                    |                                                                                 |
| 1986 | Mezi námi                                                        | Marie Rottrová                                          | Petr Janda                      |                                                                                 |
| 1986 | Dámskej mejdan                                                   | Marie Rottrová                                          | Jiří Zmožek                     |                                                                                 |
| 1986 | Já se oholím                                                     | Olympic                                                 | Petr Janda                      |                                                                                 |
| 1986 | Náhlá loučení                                                    | Hana Zagorová                                           | Bohuslav Ondráček               |                                                                                 |
| 1986 | Vzlétá závoj z tváře                                             | Linda Finková a Pavel Noha                              | Lída Nopová                     |                                                                                 |
| 1986 | Křídová dívka na asfaltu                                         | Karamel / řídil Petr Čejka                              | Petr Novák                      |                                                                                 |
| 1986 | To už je dávno                                                   | Stanislav Hložek                                        | Jan Rotter                      |                                                                                 |
| 1986 | Stejně dál si čekám                                              | Diskant / řídil Vladislav Fanta                         | Jaroslav Špička                 |                                                                                 |
| 1986 | Kdybys měla                                                      | Katapult                                                | Oldřich Říha                    |                                                                                 |
| 1986 | Starý desky hrajou dál                                           | Katapult                                                | Oldřich Říha                    |                                                                                 |
| 1986 | Říkej mi...                                                      | Petra Janů                                              | Karel Svoboda                   |                                                                                 |
| 1986 | Zůstávám                                                         | Petra Janů                                              | Vladimír Severa                 |                                                                                 |
| 1986 | Původní muzikály                                                 | Petra Janů                                              | Ota Petřina                     |                                                                                 |
| 1986 | Můj klid                                                         | Olympic                                                 | Petr Janda                      |                                                                                 |
| 1986 | Festivaly                                                        | Olympic                                                 | Petr Janda                      |                                                                                 |
| 1986 | Dopis                                                            | Olympic                                                 | Petr Janda                      |                                                                                 |
| 1986 | Manekýny                                                         | Olympic                                                 | Petr Janda                      |                                                                                 |
| 1986 | Stárnout                                                         | Olympic                                                 | Petr Janda                      |                                                                                 |
| 1986 | Je to nářez                                                      | Olympic                                                 | Petr Janda                      |                                                                                 |
| 1986 | Hry a slzy                                                       | Olympic                                                 | Petr Janda                      |                                                                                 |
| 1986 | Já a ty                                                          | Lešek Semelka a S. L. S.                                | Lešek Semelka                   |                                                                                 |
| 1986 | Tohle bych všechno chtěl                                         | Marcel Zmožek                                           | Marcel Zmožek                   |                                                                                 |
| 1986 | Najednou                                                         | Marie Rottrová a Karel Gott                             | František Horký                 |                                                                                 |
| 1986 | Rovnováha                                                        | Katapult                                                | Oldřich Říha                    |                                                                                 |
| 1987 | Doktor                                                           | Modrý efekt                                             | Radim Hladík                    |                                                                                 |
| 1987 | Dáma s diplomem                                                  | Hana Zagorová                                           | Bohuslav Ondráček               |                                                                                 |
| 1987 | Takovej nedělní čaj                                              | Jitka Vrbová                                            | Sláva Kunst                     |                                                                                 |
| 1987 | Útěk                                                             | Petr Němec                                              | Petr Němec                      |                                                                                 |
| 1987 | Proč zrovna ty                                                   | Olympic                                                 | Petr Janda                      |                                                                                 |
| 1987 | Počkej až                                                        | Olympic                                                 | Petr Janda                      |                                                                                 |
| 1987 | Mléčné zuby lásky                                                | Tomáš Raab                                              | Petr Janda                      |                                                                                 |
| 1987 | Šeptejme                                                         | Iveta Bartošová                                         | Petr Janda                      |                                                                                 |
| 1987 | Žádnej cit                                                       | Marcela Králová                                         | Michal Pavlík                   |                                                                                 |
| 1987 | Svět a nesvět                                                    | Petr Novák                                              | Petr Novák                      |                                                                                 |
| 1987 | To nemá význam                                                   | Marcela Březinová a Lešek Semelka                       | Lešek Semelka                   |                                                                                 |
| 1988 | V půl pátý                                                       | Petr Kotvald                                            | Jan Rotter                      |                                                                                 |
| 1988 | To já, ne ty                                                     | Iveta Bartošová                                         | Vladimír Leonardovič Matětskij  | Původní text "Luna, luna" napsal Vladimír Leonardovič Matětskij.                |
| 1988 | Hodně lidí - malej byt                                           | Eva Svobodová                                           |                                 | Původní text "Shouting In That Amen Corner" a hudba: Andy Razaf a Danny Smalls. |
| 1988 | Vůně ženy                                                        | Michal David                                            | Josef Švehla                    |                                                                                 |
| 1988 | Valící se kameny                                                 | Petra Janů                                              | Karel Vágner                    |                                                                                 |
| 1988 | Co nadělám                                                       | Marcela Březinová                                       | Lešek Semelka                   |                                                                                 |
| 1988 | Tvůj obličej                                                     | Marcela Březinová                                       | Lešek Semelka                   |                                                                                 |
| 1988 | Naděje dvou hudba Petr Janda Olympic                             | Olympic                                                 | Petr Janda                      |                                                                                 |
| 1988 | Letní vdovci                                                     | Olympic                                                 | Petr Janda                      |                                                                                 |
| 1988 | Aspoň poletíš                                                    | Olympic                                                 | Petr Janda                      |                                                                                 |
| 1988 | Já někde čet'                                                    | Olympic                                                 | Petr Janda                      |                                                                                 |
| 1988 | Lidi                                                             | Olympic                                                 | Petr Janda                      |                                                                                 |
| 1988 | Jablko lásky                                                     | Hana Křížková                                           | Ondřej Soukup                   |                                                                                 |
| 1988 | No tak příští úterý                                              | Petr Janda                                              | Petr Janda                      |                                                                                 |
| 1988 | Kde jen vás mám                                                  | Petra Janů                                              | Alla Borisovna Pugačeva         | Autor původního textu neznámý.                                                  |
| 1989 | Nezvalovský blues                                                | Jan Spálený                                             | Jan Spálený                     |                                                                                 |
| 1989 | Na kraj paměti jít                                               | Michal David                                            | Michal David                    |                                                                                 |
| 1989 | Úraz                                                             | Michal David                                            | Karel Mirošník                  |                                                                                 |
| 1989 | Pozdrav                                                          | Michal David                                            | Michal David                    |                                                                                 |
| 1989 | V pořadí pátý                                                    | Michal David                                            | Michal David                    |                                                                                 |
| 1989 | Důvod                                                            | Michal David                                            | Michal David                    |                                                                                 |
| 1989 | Spolu zůstanem                                                   | Michal David                                            | Stanislav Jelínek               |                                                                                 |
| 1989 | Šíleně elektrický město                                          | Václav Neckář                                           | Jan Neckář                      |                                                                                 |
| 1989 | Dál ho čekám                                                     | Tanja                                                   | Radim Pařízek                   |                                                                                 |
| 1989 | Dálky a návraty                                                  | Tanja                                                   | Radim Pařízek                   |                                                                                 |
| 1989 | Ďáblem posedlá                                                   | Tanja                                                   | Radim Pařízek                   |                                                                                 |
| 1989 | Správnej fígl                                                    | Marcela Březinová a Lešek Semelka S.L.S.                | Lešek Semelka                   |                                                                                 |
| 1989 | Vznášet se, vznášet                                              | Karel Zich                                              | Karel Zich                      |                                                                                 |
| 1989 | Moc                                                              | Karel Zich                                              | Karel Zich                      |                                                                                 |
| 1989 | Ani za nic                                                       | Karel Zich                                              | Michal Pavlík                   |                                                                                 |
| 1989 | Co to v sobě máš                                                 | Karel Zich                                              | Karel Zich                      |                                                                                 |
| 1989 | Klobouk plný deště                                               | Karel Zich                                              | Karel Zich                      |                                                                                 |
| 1989 | Návyk na toulání                                                 | Karel Zich                                              | Stanislav Chmelík               |                                                                                 |
| 1989 | Modrá čajovna                                                    | Hana Zagorová                                           | Karel Vágner                    |                                                                                 |
| 1989 | Módní - líbezná                                                  | Magda Malá                                              | Daniel Hádl                     |                                                                                 |
| 1989 | Na zdi psát                                                      | Magda Malá                                              | Milan D. Svoboda                |                                                                                 |
| 1989 | Ať (To když se zamiluješ)                                        | Olympic                                                 | Petr Janda                      |                                                                                 |
| 1989 | Puč mi knížku                                                    | Marcela Holanová                                        | Jan Rotter                      |                                                                                 |
| 1989 | Jak lomikámen                                                    | Naďa Urbánková                                          | Jan Blahoslav Zelenka           |                                                                                 |
| 1989 | To není moc fér                                                  | Pavel Vítek                                             | Jaromír Boháč                   |                                                                                 |
| 1989 | Vtíravá píseň                                                    | Iveta Bartošová                                         |                                 | Hudba a původní text Raimonds Voldemarovič Pauls a Ilja Rakhmielevich Reznik.   |
| 1989 | Video                                                            | Magda Malá                                              | Michal David                    |                                                                                 |

### 90. léta
| Rok  | Název písně                    | Interpret | Hudba                                  | Poznámka |
| ---- | ------------------------------ | --- | -------------------------------------- | --- |
| 1990 | K sobě zády                    | Tichá dohoda | Daniel Šustr                           | |
| 1990 | Odpouštím ti                   | Jiří Zmožek | Jiří Zmožek                            | |
| 1990 | Stíny                          | Hana Zagorová | Karel Vágner                           | |
| 1990 | Jak se mám bránit              | Petra Janů | Pavel Vaculík                          | |
| 1990 | Špatnej večer                  | Petra Janů | Jan Václavík                           | |
| 1990 | Lásko, slib nám                | Petra Janů | Pavel Vaculík                          | |
| 1990 | K vrcholům                     | Petra Janů | Milan D. Svoboda                       | |
| 1990 | Ztráty                         | Petra Janů | Vladimír Severa                        | |
| 1990 | Věčná škoda nastokrát          | Petra Janů | Karel Svoboda                          | |
| 1990 | Dýchám - rostu                 | Synkopy | Oldřich Veselý                         | |
| 1990 | Román                          | Synkopy | Oldřich Veselý                         | |
| 1990 | Žena - sen                     | Synkopy | Oldřich Veselý                         | |
| 1990 | Afrika                         | Synkopy | Oldřich Veselý                         | |
| 1990 | Jsi sám, když spíš             | Synkopy | Oldřich Veselý                         | |
| 1990 | Automat Strach                 | Synkopy | Oldřich Veselý                         | |
| 1990 | Dlouhá noc                     | Synkopy | Oldřich Veselý                         | |
| 1990 | Hasičskej bál                  | Olympic | Petr Janda                             | |
| 1990 | Proč to děláš                  | Olympic | Petr Janda                             | |
| 1990 | Osudová                        | Hana Křížková | Ondřej Soukup                          | |
| 1990 | Blues pro barmanku "U Brázdů"  | ASPM | Jan Spálený                            | |
| 1990 | Dálniční hlídka                | Pavel Bobek | Bruce Springsteen                      | Původní text "Highway Patrolman" napsal Bruce Springsteen.                                                                          |
| 1990 | Proč asi                       | Lešek Semelka S.L.S.                                                                                               | Lešek Semelka                          | |
| 1990 | Rocková operace                | Oldřich Kellner | Oldřich Kellner                        | |
| 1991 | Já sním, že jednou             | Vokální kvintet | Jule Styne, Edward Thomas              | Hudbu a původní text "I'v Heard That Song Before" napsali Jule Styne a Edward Thomas.                                               |
| 1991 | Jak se cítím                   | ASPM a přátelé, František Havlíček                                                                                 | Filip Spálený a Řehoř Voňka            | |
| 1991 | Buďme si vzácní                | Karel Gott, Marcela Březinová, Robo Grigorov, Miroslav Žbirka, Lešek Semelka, Věra Martinová, Team a P. P. Project | Pavel Vaculík                          | Spoluautor textu Kamil Peteraj. |
| 1991 | V černém jak Depeche Mode      | Marcela Holanová                                                                                                   | Jiří Zmožek                            | |
| 1991 | Neznámé zálivy                 | Hana Zagorová | Jan Rotter                             | |
| 1991 | Loudil (I Hear Music)          | Dobrý večer quintet                                                                                                | Frank Loesser                          | |
| 1992 | Já chci znát                   | Iveta Bartošová | Ladislav Štaidl                        | |
| 1992 | Dál barvy hledám               | Věra Martinová | Angela Kaset                           | |
| 1992 | Život se s chlapem pronese     | Marie Rottrová | Jan Rotter                             | |
| 1992 | Když kráčí, jde schýlen        | Marie Rottrová | Jan Rotter                             | |
| 1992 | Já dárky dávám                 | Josef Zoch | Pavel Krejča                           | |
| 1992 | V hlavě stříbro zvonů          | Josef Zoch | Pavel Krejča                           | |
| 1992 | Scarlett                       | Karel Gott | Pavel Větrovec a Pavel Fořt            | |
| 1992 | Václavák                       | Iveta Bartošová | Alfred Bittner                         | |
| 1992 | Má Anička posedlá              | Carmen Party Jiřího Zmožka                                                                                         | Zoltán Liška                           | |
| 1992 | Bál paroháčů                   | Svatebčanka Jiřího Zmožka                                                                                          | Zoltán Liška                           | |
| 1992 | To je ta chvíle                | Petra Janů | Michal David                           | |
| 1992 | Hollywoodové sny               | Marcela Holanová                                                                                                   | Michal David                           | |
| 1992 | Jitro kouzelníků               | Marcela Holanová                                                                                                   | Michal David                           | |
| 1992 | Krůpěj obléká                  | Marcela Holanová                                                                                                   | Jiří Strohner                          | |
| 1992 | Andělé ve mně zpívaj'          | Petra Janů | Michal David                           | |
| 1992 | Harmoniko, hraj                | Petra Janů | Karel Svoboda                          | |
| 1992 | V tom budem stejní             | Petra Janů | Michal David                           | |
| 1992 | Móda                           | Iveta Bartošová | Michal David                           | |
| 1992 | Juanita                        | Iveta Bartošová | Peter Nagy                             | |
| 1992 | Jsem klidná                    | Iveta Bartošová | Michal David                           | |
| 1992 | Listopad                       | Iveta Bartošová | Michal David                           | |
| 1992 | Mám svůj ráj                   | Iveta Bartošová | Michal David                           | |
| 1992 | Anděl                          | Iveta Bartošová | Michal David                           | |
| 1992 | Nezrácej tvář                  | Věra Martinová | Věra Martinová                         | |
| 1992 | Paroží                         | Svatebčanka Jiřího Zmožka                                                                                          | Jiří Zmožek                            | |
| 1993 | Máňa od Fleků                  | Carmen Party Jiřího Zmožka                                                                                         | Zoltán Liška                           | |
| 1993 | Známou dráhou                  | Tanja | Radim Pařízek                          | |
| 1993 | Já tě znám                     | Tanja | Libor Kozelský                         | |
| 1993 | Někde musí být ráj             | Marta Kubišová | Bohuslav Ondráček                      | |
| 1993 | Věž tónů a slov                | Pavel Bobek | Leonard Cohen                          | Původní text "Tower Of Song" napsal Leonard Cohen.                                                                                  |
| 1993 | Je mi líto všech andělů        | Yvonne Přenosilová a Pavel Bobek                                                                                   | Viz dále.                              | Původní text "Anyone Who Isn't Me Tonight" a hudbu napsali Casey Kelly a Julie Didler. Spoluautor českého textu: Vladimír Poštulka. |
| 1993 | Láska nemá svědomí             | Iva Hajnová | Pavel Drešer                           | |
| 1993 | Otec a syn                     | Pavel Bobek | Cat Stevens                            | Původní text "Father And Son" napsal Cat Stevens.                                                                                   |
| 1993 | Solitér                        | Iveta Bartošová | Sedaka a Philip Cody                   | Původní text "Solitaire" a hudbu napsali Neil Sedaka a Philip Cody.                                                                 |
| 1993 | Pak snad ti dojde              | Iveta Bartošová | Ladislav Štaidl                        | |
| 1993 | Když tenor zpívá z vejšky      | Iveta Bartošová | Percy Sledge                           | |
| 1993 | Já se vrátím                   | Iveta Bartošová | Giuseppe Verdi                         | Sbor židů z opery Nabucco. Spoluautor českého textu Eduard Pergner.                                                                 |
| 1993 | Hřívový sen                    | Monika Absolonová                                                                                                  | Michal David                           | |
| 1993 | V tričku lásky díru mám        | Monika Absolonová                                                                                                  | Michal David                           | |
| 1993 | Hoří rubín krvavý              | Marta Kubišová | Michaela Horká                         | |
| 1993 | Jak ty tejdny líně jdou        | Vráťa Vyskočil | Pavel Krejča                           | |
| 1993 | Nekoukej na mě                 | Vráťa Vyskočil | Lee Hazlewood                          | |
| 1993 | Ráno                           | Monika Absolonová                                                                                                  | Julius Kinček a Michal David           | |
| 1993 | Nápis v očích                  | Monika Absolonová                                                                                                  | Julius Kinček a Michal David           | |
| 1994 | Tenkrát na pláži               | Dalibor Janda | Dalibor Janda                          | |
| 1994 | V lásce nejsou mapy            | Dalibor Janda | Dalibor Janda                          | |
| 1994 | Někdo někde čeká               | Petra Janů | George Gershwin                        | |
| 1994 | Úvod                           | Magda Malá | Jiří Bareš                             | Muzikál 451 stupňů Fahrenheita |
| 1994 | Slavnost ohně                  | Josef Laufer | Jiří Bareš                             | Muzikál 451 stupňů Fahrenheita |
| 1994 | Návštěva                       | Magda Malá, Helena Vondráčková                                                                                     | Jiří Bareš                             | Muzikál 451 stupňů Fahrenheita |
| 1994 | Zrcadlím                       | Helena Vondráčková                                                                                                 | Jiří Bareš                             | Muzikál 451 stupňů Fahrenheita |
| 1994 | Seznámení                      | Šárka Tomanová a Zbyněk Fric                                                                                       | Jiří Bareš                             | Muzikál 451 stupňů Fahrenheita |
| 1994 | Hádka                          | Sylva Schneiderová a Jiří Bareš                                                                                    | Jiří Bareš                             | Muzikál 451 stupňů Fahrenheita |
| 1994 | Ztrácím                        | Magda Malá a Jiří Bareš                                                                                            | Jiří Bareš                             | Muzikál 451 stupňů Fahrenheita |
| 1994 | Na strážnici                   | Josef Laufer a Jiří Bareš                                                                                          | Jiří Bareš                             | Muzikál 451 stupňů Fahrenheita |
| 1994 | Otázky                         | Magda Malá a Jiří Bareš                                                                                            | Jiří Bareš                             | Muzikál 451 stupňů Fahrenheita |
| 1994 | Bože můj, při mně stůj         | Petra Janů, Josef Laufer a Jan Fiala                                                                               | Jiří Bareš                             | Muzikál 451 stupňů Fahrenheita |
| 1994 | Té smrti stín                  | Lída Nopová a Jiří Bareš                                                                                           | Jiří Bareš                             | Muzikál 451 stupňů Fahrenheita |
| 1994 | Žít začínám                    | Šárka Tomanová a Jiří Bareš                                                                                        | Jiří Bareš                             | Muzikál 451 stupňů Fahrenheita |
| 1994 | Útěk                           | Karel Černoch a Jiří Bareš                                                                                         | Jiří Bareš                             | Muzikál 451 stupňů Fahrenheita |
| 1994 | Na popel                       | Josef Laufer a Jan Fiala                                                                                           | Jiří Bareš                             | Muzikál 451 stupňů Fahrenheita |
| 1994 | Finále                         | Magda Malá a Jiří Bareš                                                                                            | Jiří Bareš                             | Muzikál 451 stupňů Fahrenheita |
| 1994 | Gabin                          | Denisa Kubová | Pavel Krejča                           | |
| 1994 | Žádnej háček                   | Věra Martinová | Stephen Dudash a Petr Vacek            | |
| 1994 | Bolím celá                     | Věra Martinová | David Noll                             | |
| 1994 | Já se stávám vodou             | Věra Martinová | Petr Vacek                             | |
| 1994 | Malé bílé cosi                 | Iveta Bartošová | Michal David                           | |
| 1994 | Náhoda je řád                  | Iveta Bartošová | Michal David                           | |
| 1994 | No to jsem já                  | Iveta Bartošová | Karel Štolba                           | |
| 1994 | Song                           | Iveta Bartošová | Jan Václavík                           | |
| 1994 | Velké jablko                   | Eva Pilarová | Michal David                           | |
| 1994 | Traffic Jam                    | Eva Pilarová | Michal David                           | |
| 1994 | Sama ptám se                   | Eva Pilarová | Michal David                           | |
| 1994 | Zmoudřelá                      | Eva Pilarová | Michal David                           | |
| 1994 | Květinové dítě                 | Olympic | Petr Janda                             | |
| 1994 | Nejsem                         | Olympic | Petr Janda                             | |
| 1994 | Ten kluk                       | Olympic | Petr Janda                             | |
| 1994 | Dávno                          | Olympic | Petr Janda                             | |
| 1994 | Krása dýmů                     | Olympic | Petr Janda                             | |
| 1994 | Playboy                        | Michal David | Michal David                           | |
| 1994 | Máj                            | Dalibor Janda | Dalibor Janda                          | |
| 1995 | Haló                           | Marta Kubišová | Lionel Richie                          | Původní text "Hello" napsal Lionel Richie.                                                                                          |
| 1995 | Vši                            | Marta Kubišová | Sting                                  | Původní text "She's Too Good For Me" napsal Sting.                                                                                  |
| 1995 | Ať láska …                     | Marta Kubišová | Lionel Richie a Brenda Harvey-Richie   | Hudba a původní text "Love, Oh Love": Lionel Richie a Brenda Harvey-Richie.                                                         |
| 1995 | Noční déšť jde Georgií         | Pavel Bobek | Tony Joe White                         | Původní text "A Rainy Night In Georgia" napsal Tony Joe White.                                                                      |
| 1995 | Zmírám láskou                  | Lída Nopová a Pavel Bobek                                                                                          | Bryant Boudleaux                       | |
| 1995 | Cikáni jdou do nebe            | Zora Jandová | Eugen D. Doga                          | Původní text "Tabor uchodit v nebo" napsal Eugen D. Doga.                                                                           |
| 1995 | K sobě zády                    | Blanka Šrůmová, Tichá dohoda                                                                                       | Daniel Šustr                           | |
| 1995 | Bílá záře                      | Karel Gott | Johann Sebastian Bach                  | |
| 1995 | Slova trávy                    | Stanislav Hložek                                                                                                   | Pavel Vaculík                          | |
| 1996 | Měníš máj na duben             | Stania Fritscherová                                                                                                | Pavel Krejča                           | |
| 1996 | Nejlepší je těšení             | Petr Spálený | Petr Spálený                           | |
| 1996 | Cítím známou dýku v zádech     | Věra Martinová | Věra Martinová                         | |
| 1996 | Jezdec z neznáma               | Věra Martinová | M. Dvořáček                            | |
| 1996 | Praská nám dávný LP            | Věra Martinová | Max Presser                            | |
| 1996 | Pojď se toulat oblohou         | Věra Martinová | Pavel Krejča                           | |
| 1996 | Z nudy sudy válet              | Věra Martinová | Pavel Krejča                           | |
| 1996 | Ať vane dál                    | Ladislav Vodička                                                                                                   | Johnny Cash a Joseph Allen             | Původní text "Fair Weather Friends" napsali Johnny Cash a Joseph Allen.                                                             |
| 1996 | Až jednou                      | Stania Fritscherová                                                                                                | Pavel Krejča                           | |
| 1996 | Je to soda                     | Stania Fritscherová                                                                                                | Pavel Krejča                           | |
| 1996 | Sám a sám                      | Petr Novák | Martin Rychta                          | |
| 1996 | Je ti sedmnáct                 | Petr Novák | Petr Novák                             | |
| 1996 | Hlad je jen žízeň v převlecích | Petr Novák | Michal Pavlík                          | |
| 1996 | Vanessa                        | Petr Novák | Petr Novák                             | |
| 1996 | Pěší pták                      | Iveta Bartošová | Michal David                           | |
| 1996 | Můžeš lhát                     | Iveta Bartošová | Pavel Krejča                           | |
| 1996 | Můra                           | Iveta Bartošová | Petr Janda                             | |
| 1996 | Čekám svůj den                 | Iveta Bartošová | Pavel Krejča                           | |
| 1996 | Na háku                        | Iveta Bartošová | Michal David                           | |
| 1996 | Správná dáma                   | Iveta Bartošová | Michal David                           | |
| 1996 | Párty                          | Iveta Bartošová | Neil Diamond                           | Původní text "I'm A Believer" napsal Neil Diamond.                                                                                  |
| 1996 | Rám a plátno                   | Iveta Bartošová | Andrej Šeban                           | |
| 1996 | Je prázdno                     | Iveta Bartošová | Richard Müller                         | |
| 1996 | Klaun s růží                   | Iveta Bartošová | Richard Müller                         | |
| 1996 | Párkrát do roka                | Iveta Bartošová | Michal David                           | |
| 1996 | Nálada                         | Iveta Bartošová | Neil Sedaka                            | Původní text "Breaking Up Is Hard To Do" napsal Neil Sedaka.                                                                        |
| 1996 | Teddy Bear                     | Ladislav Vodička                                                                                                   | Milan D. Svoboda                       | Na námět písně Johnnyho Hilla. |
| 1996 | Bůh ví                         | Marta Kubišová | Václav Zahradník                       | Z muzikálu Mazlíčkové. |
| 1996 | Jako déšť                      | Marta Kubišová | Pavel Krejča                           | |
| 1996 | Ten podzimní čas               | Marta Kubišová | Pavel Krejča                           | |
| 1996 | Co dřímá v nás                 | Marta Kubišová | Václav Zahradník                       | |
| 1996 | Loď bláznů                     | Petr Spálený | Tanita Tikaram                         | Původní text "Twist In My Sobriety": Tanita Tikaram.                                                                                |
| 1996 | Dálka                          | Petr Spálený | Petr Spálený                           | |
| 1996 | Můj Bůh                        | Dagmar Patrasová                                                                                                   | Pavel Vaculík                          | |
| 1996 | Krásně šílená                  | Dalibor Janda | Dalibor Janda                          | |
| 1996 | Už pár pátků                   | Dalibor Janda | Zdeněk Šulc                            | |
| 1996 | Je líp, je hůř                 | Petr Spálený | Jan Spálený                            | |
| 1996 | Útěk století                   | Petr Spálený | Jerry Leiber                           | Původní text "Riot In Cell Block Number Nine".                                                                                      |
| 1996 | Ráda se loučíš                 | Kamil Střihavka | Georg Friedrich Handel                 | |
| 1997 | Je sám                         | Olympic | Petr Janda                             | |
| 1997 | Šahrazád                       | Gabriela | Pavel Vaculík                          | |
| 1997 | Lásky z náměstí                | Karel Gott | Seweryn Krajewski                      | |
| 1997 | Znít jako zvon polední         | Daniel Hůlka | Karel Svoboda                          | |
| 1997 | S muzikou                      | Lucie Bílá a Karel Gott                                                                                            | Pavel Vaculík                          | |
| 1997 | Přímo do duše                  | Lenka Filipová | Lenka Filipová                         | |
| 1997 | Sníh                           | Daniel Hůlka | Frederic Chopin, Pavel Vaculík         | |
| 1997 | Ave Maria                      | Lucie Bílá | Johann Sebastian Bach a Charles Gounod | |
| 1997 | Lásko, slib nám                | Petra Janů | Pavel Vaculík                          | |
| 1997 | Pán démonů                     | Daniel Hůlka | Pavel Vaculík                          | |
| 1997 | Holky                          | Daniel Hůlka | John Downland                          | |
| 1997 | Pořád stejný                   | Petr Novák | Petr Novák                             | |
| 1997 | Já ti odpouštím                | Karel Kahovec | Karel Kahovec                          | |
| 1997 | Pro rány boží                  | Karel Kahovec | Karel Kahovec                          | |
| 1997 | Chór lásky                     | Pavel Vítek | Viz dále.                              | Z muzikálu Chess. Hudba a původní text "Anthem" Benny Andersson a Björn Ulvaeus.                                                    |
| 1997 | Mistr déšť                     | Petr Janda | Petr Novák                             | |
| 1997 | To napsaný křídou              | Miroslav Žbirka | Petr Novák                             | |
| 1997 | Rychle obléknout a adieu       | Karel Kahovec | Petr Novák                             | |
| 1997 | Ty se mi zdáš                  | Ivan Hlas | Petr Novák                             | |
| 1997 | To je liják                    | Gram | Viz dále.                              | Původní text "I'm Ready To Go" a hudba William York.                                                                                |
| 1997 | Lásky je, zdá se mi, míň       | David Koller | Petr Novák                             | |
| 1997 | Ženský to jsou andělé          | Olympic | Petr Janda                             | |
| 1997 | Kalný ráno                     | Olympic | Petr Janda                             | |
| 1997 | Chci jen vyznání               | Kateřina Brožová a Tereza Vágnerová                                                                                | Michal David                           | |
| 1997 | Jsem tajně vášnivá             | Kateřina Brožová                                                                                                   | Karel Vágner                           | |
| 1997 | Může se ti zdát                | Kateřina Brožová                                                                                                   | Viz dále.                              | Hudba a původní text "Aqua de Beber" Vinicius de Moraes a Antonio Carlos Jobim.                                                     |
| 1997 | Samba                          | Kateřina Brožová                                                                                                   | Viz dále.                              | Hudba a původní text "Girl Of Ipanema" Vinicius de Moraes a Antonio Carlos Jobim.                                                   |
| 1997 | Dál barvy hledám               | Věra Martinová | Angela Kaset                           | |
| 1997 | Bez křídel                     | Lenka Filipová | Lenka Filipová                         | |
| 1997 | Svět se zbláznil               | Lenka Filipová | Lenka Filipová                         | |
| 1997 | Přímo do duše                  | Lenka Filipová | Lenka Filipová                         | |
| 1997 | Zlatý stránky                  | Lenka Filipová | Lenka Filipová                         | |
| 1997 | Deštný šmouhy                  | Šárka Rezková | Viz dále.                              | Hudba a původní text "Believe Me Baby I Lied" Kim Richei, Angelo de Traglia, Larry Gottlieb.                                        |
| 1997 | Dlouho být sám                 | Šárka Rezková | Viz dále.                              | Původní text "Lonely Too Long" a hudbu napsali Charles M. Lawler, Wilburn Rice, Sharon Vaughn.                                      |
| 1997 | Co s tou dávnou vzpomínkou     | Karel Gott | František Janeček                      | |
| 1998 | Láska tíží                     | Petr Muk | lidová                                 | |
| 1998 | Luna a slovo                   | Bára Basiková a Petr Muk                                                                                           | Georg P. Telleman                      | |
| 1998 | Dny dětství                    | Hana Zagorová | Michal David                           | |
| 1998 | Ten pán v bílém                | Kateřina Brožová                                                                                                   | Karel Vágner                           | |
| 1998 | Zatmění                        | Leona Machálková                                                                                                   | Jim Steinman                           | Původní text "Total Eclipse Of The Heart" napsal Jim Steinman.                                                                      |
| 1998 | Jen já vím                     | Karel Gott | Calvin Lewis                           | Hudba a původní text "When Man Loves A Woman": Calvin Lewis.                                                                        |
| 1998 | Láska, to je drama             | Karel Gott | Tom Johnston                           | Původní text "LongTrain Running" napsal Tom Johnston.                                                                               |
| 1998 | Co jsi jen zač                 | Karel Gott | Viz dále.                              | Hudba a původní text "Something's Gotten Hold Of My Heart": Roger Frederick Cook a Roger John Reginald Greenaway.                   |
| 1998 | Z lásky růže cítím             | Eva Urbanová a Karel Gott                                                                                          | Georg F.Handel                         | |
| 1998 | Sváteční čas                   | Eva Urbanová a Karel Gott                                                                                          | Johann Sebastian Bach                  | |
| 1999 | Exodus                         | Marcela Holanová                                                                                                   | Ernest Gold                            | Původní text "Exodus Song" napsal Pat Boone.                                                                                        |
| 1998 | Teď k sobě ležíme zády         | Petr Spálený | Pavel Krejča                           | |
| 1998 | Přání                          | Věra Martinová | Maxmilian Presser                      | |
| 1998 | Ty                             | Lešek Semelka | Lešek Semelka                          | |
| 1998 | Střední věk                    | Lešek Semelka | Lešek Semelka                          | |
| 1998 | V různomodrých baladách        | Lešek Semelka | Lešek Semelka                          | |
| 1998 | V tichu je mi fajn             | Lešek Semelka | Lešek Semelka                          | |
| 1998 | Zachvění nad láskami           | Lešek Semelka | Lešek Semelka                          | |
| 1998 | Ztracená víra                  | Lešek Semelka | Lešek Semelka                          | |
| 1998 | Černej kříž                    | Lešek Semelka | Lešek Semelka                          | |
| 1998 | Zmírám láskou                  | Lída Nopová a Pavel Bobek                                                                                          | Bryant Boudleaux                       | Původní text "Love Hurts" a hudba Bryant Boudleaux.                                                                                 |
| 1998 | Čas dluhů                      | Lucie Bílá | Jiří Chlumecký                         | Z filmu "Čas dluhů". |
| 1999 | Vzdálená                       | Stania Fritscherová                                                                                                | Ivan Král                              | |
| 1999 | Vzpomínej si sám               | Stania Fritscherová                                                                                                | Ivan Král                              | |
| 1999 | Sníh                           | Daniel Hůlka | Frederic Chopin, Pavel Vaculík         | |
| 1999 | Láska je kýč                   | Lucie Bílá | Jewel Kilcher                          | Původní text "Enter From The East" napsal Jewel Kilcher.                                                                            |
| 1999 | Touha                          | Lucie Bílá | Jewel Kilcher                          | Původní text "What's Simple Is True" napsal Jewel Kilcher.                                                                          |
| 1999 | V pochybách                    | Bára Basiková | Pavel Vaculík                          | |
| 1999 | V závalech samot               | Bára Basiková | Pavel Vaculík a Vladimír Fila          | |
| 1999 | Psí dny                        | Bára Basiková | Pavel Vaculík a Vladimír Fila          | |
| 1999 | Skrytá svou poustevnou         | Bára Basiková | Pavel Vaculík a Vladimír Fila          | |
| 1999 | Splývám                        | Bára Basiková | Pavel Vaculík a Vladimír Fila          | |
| 1999 | Hloupej dává                   | Věra Martinová | Michal David                           | |
| 1999 | Růže z Jericha                 | Jan Nedvěd | Petr Kocman                            | |
| 1999 | Život je chlap                 | Marta Kubišová | Pavel Vitoch                           | |
| 1999 | Schází mi ten den              | Leona Machálková                                                                                                   | Francis Lai                            | Původní text "Love Story" napsal Carl Sigman. Ze stejnojmenného filmu.                                                              |
| 1999 | V polospánku                   | Leona Machálková a Petr Kolář                                                                                      | Annie Lennox                           | Původní text "Love Song For A Vampire" napsala Annie Lennox. Píseň z filmu Dracula.                                                 |
| 1999 | Co vzít, co dát                | Jožka Černý | Fryderic Chopin, Vladimír Popelka      | |
| 1999 | Čas je nám jen půjčený         | Jožka Černý | Ludwig van Beethoven                   | |
| 1999 | Poutník                        | Jožka Černý | Antonín Dvořák, Vladimír Popelka       | |
| 1999 | S árií mládnout smíš           | Jožka Černý | Gaetano Donizetti, Vladimír Popelka    | |
| 1999 | Šátek je vzkaz                 | Jožka Černý | Giuseppe Verdi, Vladimír Popelka       | |
| 1999 | Tajemné fanfáry                | Jožka Černý | Giuseppe Verdi, Vladimír Popelka       | |
| 1999 | Zpívám „Amore“                 | Jožka Černý | Franz Schubert, Vladimír Popelka       | Z původního textu "Leise flegen meine Lieder".                                                                                      |
| 1999 | Dar bláznů                     | Lucie Bílá | Viz dále.                              | Hudba a původní text "Whenever You Fall" Dayne Taylor, Robert Graziose, Ernest Luecke a Janice Robinson.                            |
| 1999 | Hrdost koně                    | Lucie Bílá | Marta Sanchez                          | Původní text "Corazon que mira al sue" napsala Marta Sanchez.                                                                       |
| 1999 | Dnům dej                       | Marcela Holanová                                                                                                   | Georges Boulanger                      | Původní text napsali Georges Boulanger a Jimmy Kennedy.                                                                             |
| 1999 | Kdo tě zná míň než já          | Stania Fritscherová                                                                                                | Ivan Král                              | |
| 1999 | Jak Praha, ty jsi krásná       | Karel Gott | Milan Drobný                           | |
| 1999 | Právě já                       | Pavel Brümer | Pavel Vaculík                          | |
| 1999 | Za zvuku harmonik              | Hana Zagorová | Milan Drobný                           | |
| 1999 | Láska zní jak gong             | Stania Fritcherová                                                                                                 | Ivan Král                              | |
| 1999 | Stárnoucí čas                  | Karel Zich | Karel Zich                             | |

### Léta 2000 až 2009
| Rok  | Název písně                  | Interpret                              | Hudba                          | Poznámka |
| ---- | ---------------------------- | -------------------------------------- | ------------------------------ | --- |
| 2000 | Jeden život mám              | Sisa Sklovská                          | Alejandro Sanz                 | Původní text "Corazón Partío" napsal Alejandro Sanz.                                                                                                |
| 2000 | Jdeme úsvitem                | Petra Janů                             | Petr Janda                     | |
| 2000 | Kámen mudrců                 | Pavel Bobek                            | Petr Janda                     | |
| 2000 | Divoká růže                  | Marie Rottrová a Pavel Bobek           | Nicolas E. Cave                | Původní text "Where The Wild Roses Grow". |
| 2000 | Král v podhradí              | Pavel Bobek                            | Ivan Král                      | |
| 2000 | Kouzelná                     | Naďa Urbánková                         | Jaromír Klempíř                | |
| 2000 | Dál tu zůstávám              | Eva Adams Ševčíková                    | Šárka Liborová                 | |
| 2000 | V tom dalším století         | Eva Adams Ševčíková                    | Šárka Liborová                 | |
| 2000 | Kde jsou honoráře            | Petr Spálený                           | Petr Spálený                   | |
| 2000 | Proč jsem tady               | Petr Spálený                           | Pavel Krejča                   | |
| 2000 | Kam jít svou tmou            | Petr Spálený                           | Pavel Krejča                   | |
| 2000 | Pasáže                       | Petra Janů                             | Petr Janda                     | |
| 2000 | Babí léto                    | Petra Janů a Petr Janda                | Petr Janda                     | |
| 2000 | Kvílení                      | Vilém Čok                              | Stanislav Jelínek              | |
| 2000 | Já mořem plul                | Pavel Bobek                            | Evert Axel Taube               | Původní text napsal "Brevet Frän Lillian" Evert Axel Taube.                                                                                         |
| 2000 | Já cítím kouzlo              | Lentilkiss                             | Alfons Weindorf                | Původní text "You ́ve Got The Magic" napsal John O ́Flynn.                                                                                            |
| 2000 | Vady s klady střídám         | Jana Chládková                         | Pavel Krejča                   | |
| 2000 | Zmizí důvod lhát             | Jana Chládková                         | Pavel Krejča                   | |
| 2000 | Schází mi den                | Leona Machálková                       | Francis Lai                    | Původní text "Love Story" napsal Francis Lai. |
| 2000 | Toužím                       | Sisa Sklovská                          | Jiří Škorpík                   | |
| 2001 | Svou hlavu                   | Lešek Semelka                          | Lešek Semelka                  | |
| 2001 | Svět na mne padá             | Lešek Semelka                          | Lešek Semelka                  | |
| 2001 | Svá vlastní imitace          | Lešek Semelka                          | Lešek Semelka                  | |
| 2001 | Máří Magdaléna               | Lešek Semelka                          | Lešek Semelka                  | |
| 2001 | Dál na něco čekám            | Lešek Semelka                          | Lešek Semelka                  | |
| 2001 | Dívka září zalitá            | Lešek Semelka                          | Lešek Semelka                  | |
| 2001 | Kudy plout za tou láskou     | Lešek Semelka                          | Lešek Semelka                  | |
| 2001 | S reklamou i vstáváš         | Lešek Semelka                          | Lešek Semelka                  | |
| 2001 | Můj věk                      | Lešek Semelka                          | Lešek Semelka                  | |
| 2001 | Kytice                       | Lucie Bílá a Sisa Sklovská             | hudba Jan Jirásek              | |
| 2001 | Blahovolně                   | Hana Zagorová                          | Karel Vágner                   | |
| 2001 | Víc ne!                      | Leona Machálková                       | Bohouš Josef                   | |
| 2001 | Scházím ráda z cest          | Leona Machálková                       | John Joseph Capek              | Původní text napsali Marc Wallace Jordan a S. Kipner.                                                                                               |
| 2001 | Tůň (Tu)                     | Bára Basiková                          | Jose Maria Cano                | |
| 2002 | Láskám svým, jestli přijdou  | Roman Roy                              | Pavel Krejča                   | |
| 2002 | Znám chuť Dnů…               | Vladimír Čech                          | Jan Rotter                     | |
| 2002 | Tak se dívat a jít...        | Vladimír Čech                          | Jan Rotter                     | |
| 2002 | Zas nic nedarujou...         | Vladimír Čech                          | Jan Rotter                     | |
| 2002 | Juanita                      | Iveta Bartošová                        | Peter Nagy                     | |
| 2002 | Dál jen spíš                 | Nicol Davídková                        | Jiří Škorpík                   | |
| 2002 | Vám                          | Lucie Bílá                             | Viz dále.                      | Hudba a původní text "Air" Johann Sebastian Bach.                                                                                                   |
| 2002 | Má vina                      | Jan Spálený                            | Viz dále.                      | Hudba a původní text Randy Newman. |
| 2003 | Neutíkej před sebou          | Sisa Sklovská                          | Vlado Kolenič                  | |
| 2003 | Pojď se toulat oblohou       | Eva Adams Ševčíková                    | Pavel Krejča                   | |
| 2003 | Voda v žilách                | Antonín Gondolán                       | Antonín Gondolán               | |
| 2003 | Baby nejsem dáma             | Petr Spálený ft. Miluše Voborníková    | Pavel Krejča                   | |
| 2003 | Je konec trápení             | Helena Vondráčková                     | Michal David                   | |
| 2003 | Valčík                       | Olympic                                | Petr Janda                     | |
| 2003 | Proč a nač                   | Olympic                                | Petr Janda                     | |
| 2003 | Kapři                        | Kamil Emanuel Gott                     | Jiří Březík                    | |
| 2003 | Mistr a candáti              | Jitka Vrbová                           | Stanislav Chmelík              | |
| 2003 | Na řece Nežárce              | Tomáš Harant                           | Tomáš Harant                   | |
| 2003 | Parma                        | Josef Dvořák                           | Karel Vágner                   | |
| 2003 | Pstruh                       | Karel Zich                             | Karel Vágner                   | |
| 2003 | Štika                        | Tony Brych                             | Karel Vágner                   | |
| 2003 | Mary a John                  | KTO                                    | Pavel Vrba                     | |
| 2004 | Klikatá čára                 | Jitka Vrbová                           | Karel Vágner                   | |
| 2004 | Dávat, brát a žít            | Petra Janů                             | Michael Kocáb                  | Z filmu Můj hříšný muž. Nahráno v roce 1986, publikováno v roce 2004.                                                                               |
| 2004 | Reduta blues                 | Jitka Vrbová                           | Stanislav Chmelík              | |
| 2004 | To zvládnout                 | Jitka Zelenková                        | Elton John                     | Z muzikálu Aida. Původní text "Easy As Life" napsal Timothy Rice.                                                                                   |
| 2004 | To bejvá                     | Marcela Holanová                       | Pavel Lochman a Jan Rejent     | |
| 2005 | Můj vítěz                    | Ester Ládová                           | Karel Vágner                   | |
| 2005 | Když pro oči nevidím         | Věra Špinarová                         | Andonis Civopulos              | |
| 2005 | Mý rána                      | Věra Špinarová                         | Andonis Civopulos              | |
| 2005 | Stříbrná lžička              | Věra Špinarová                         | Andonis Civopulos              | |
| 2005 | Dál tě cítím                 | Věra Špinarová                         | Adam Pavlík                    | |
| 2005 | Je nám dáno                  | Věra Špinarová                         | Adam Pavlík                    | |
| 2006 | Boubel                       | Lucie Bílá                             | Jewel Kilcher                  | Původní text "Fat Boy" napsal Jewel Kilcher. |
| 2006 | Vzdát se lítání              | Helena Vondráčková                     | Hellmut Sickel                 | |
| 2006 | Ten hluk teď ztlum           | Jitka Zelenková                        | Burt Bacharach                 | Původní text "The Look Of Love" napsal Hal David.                                                                                                   |
| 2006 | Svatební den                 | Jitka Zelenková                        | Pavel Vaculík                  | |
| 2006 | Prokletej ráj                | Jitka Zelenková                        | Viz dále.                      | Hudba a původní text "What a Wonderful World" napsali Bob Thiele a George David Weiss.                                                              |
| 2006 | Zpívám jednu píseň dál a dál | Jitka Zelenková                        | Leon Russell                   | Původní text "A Song For You" napsal Leon Russell.                                                                                                  |
| 2006 | Vzpomínkám daň splácím       | Lešek Semelka                          | Carl Philipp Emanuel Bach      | Původní text "Andante con moto". Nahráno v roce 1980, publikováno v roce 2006.                                                                      |
| 2006 | Kde zůstal máj               | Helena Vondráčková                     | Michal David                   | |
| 2006 | Dítě spící v nás             | Eva Masata                             | Jiří Škorpík                   | |
| 2006 | Raz, dva, tři                | Taxmeni                                | Jindřich Vrbenský              | |
| 2007 | Zabít láska se dá            | Stanislav Hložek                       | Vítězslav Hádl                 | |
| 2007 | Vím, co nesmím               | Olympic                                | Petr Janda                     | |
| 2007 | Pár minut                    | Olympic                                | Petr Janda                     | |
| 2007 | Jdeme lávou                  | Olympic                                | Petr Janda                     | |
| 2007 | Tak být šálkem               | Jitka Zelenková                        | Viz dále.                      | Hudba a původní text "I Am A Child Of God" Gospel.                                                                                                  |
| 2007 | Zní nové haleluja            | Jitka Zelenková                        | Leonard Cohen                  | Původní text "Hallelujah" napsal Leonard Cohen. |
| 2007 | Lásku na čin změním          | Josef Oplt                             | Pavel Zedník                   | |
| 2008 | ... a mám času dost          | Petr Janda, Marta Jandová a Petr Kolář | Petr Janda                     | |
| 2008 | Krása                        | Lucie Bílá a Karel Gott                | Viz dále.                      | Hudba Jorgen Kjell Elofsson, Matteo Saggese, David Bengt Kreuger a Per Olof Magnusson původní text "I Believe In You" napsal Jorgen Kjell Elofsson. |
| 2009 | Gen                          | Petra Janů                             | Michael Kocáb                  | Z filmu "Můj hříšný muž", nahráno v roce 1986. |
| 2009 | Dobré roky to jsou           | Karel Gott                             | Ervin M. Drake                 | Původní text "It Was A Very Good Year" napsal Ervin M. Drake.                                                                                       |
| 2009 | Kde je vůbec Bůh             | Jakub Smolík                           | Richard Bergmann               | |
| 2009 | Prosím                       | Modrý efekt                            | Oldřich Veselý                 | Nahráno původně v roce 1979. |
| 2009 | Můj Strauss                  | Petra Janů                             | George Gershwin                | Původní text "By Strauss": Ira Gershwin. |
| 2009 | Někdo někde čeká             | Petra Janů                             | George Gershwin                | Původní text "Somebody From Somewhere": Ira Gershwin.                                                                                               |
| 2009 | Mívám chvíli zlou            | Petra Janů                             | George Gershwin                | Původní text "Love Walked In": Ira Gershwin. |
| 2009 | Jsou dál, jsou               | Petra Janů a Petr Kolář                | Brian Harold May               | Původní text "No One But You/Only The Good Die Young" napsal Brian Harold May.                                                                      |
| 2009 | Anděl                        | Petra Janů                             | Viz dále.                      | Hudba a původní text "Angel" Julie Morrison a William Stephen Colbourne.                                                                            |
| 2009 | Píseň trojdobá               | Sisa Sklovská                          | Peter Breiner                  | |
| 2009 | Mrazení v zádech             | Sisa Sklovská                          | G. Fauré, Peter Brainer        | |
| 2009 | Kouzlem spoutaná             | Sisa Sklovská                          | P.I.Čajkovskij, Peter Brainer  | |
| 2009 | Myriady                      | Sisa Sklovská                          | L.van Beethoven, Peter Brainer | |
| 2009 | Labutě                       | Sisa Sklovská                          | P.I. Čajkovskij, Peter Brainer | |
| 2009 | Vltava                       | Sisa Sklovská                          | Bedřich Smetana, Peter Brainer | |
| 2009 | Měsíční sonáta               | Sisa Sklovská                          | L.van Beethoven, Peter Brainer | |
| 2009 | Naoko se loučím              | Sisa Sklovská                          | W.A.Mozart, Peter Brainer      | |
| 2009 | Svatba                       | Sisa Sklovská                          | L.van Beethoven, Peter Brainer | |
| 2009 | Lásky je málo                | Sisa Sklovská                          | Franz Schubert, Peter Brainer  | |
| 2009 | Mé tělo je jen rám           | Sisa Sklovská                          | L.van Beethoven, Peter Brainer | |
| 2009 | Sníh                         | Sisa Sklovská                          | Frederik Chopin, Peter Breiner | |
| 2009 | Reduta Blues                 | Jitka Vrbová                           | Stanislav Chmelík              | |

### Léta 2010 až 2014
| Rok  | Název písně                 | Interpret                                                  | Hudba                | Poznámka |
| ---- | --------------------------- | ---------------------------------------------------------- | -------------------- | --- |
| 2010 | Díky letu motýlů            | Jitka Válková a Josef Vágner                               | Adam Schlesinger     | Původní text "Way Back Into Love" napsal Hugh Grant.                                                                                            |
| 2010 | Lebka                       | Hana Hegerová                                              | Serge Gainsbourg     | Původní text "Quand j'aurai du vent dans mon crane" napsal Boris Vian.                                                                          |
| 2010 | Mlýnské kolo v srdci mém    | Hana Hegerová                                              | Michel Legrand       | Původní text "The Windmills Of Your Mind" napsali Alan Bergman a Marilyn Bergman.                                                               |
| 2010 | Já vím                      | Hana Hegerová                                              | Viz dále.            | Hudba a původní text "Homme" Didier Barbelivien, spoluautorka textu Jiřina Fikejzová.                                                           |
| 2010 | Šťastné svátky v ten den    | Lucie Bílá                                                 | Lidovka              | The Christmas Song |
| 2010 | Vánoce jsou zábava          | Lucie Bílá                                                 | Lidovka              | Původní text "Angels We Have Heard On High". |
| 2010 | To je den                   | Lucie Bílá                                                 | Lidovka              | Původní text "Have Yourself A Merry Little Christmas".                                                                                          |
| 2010 | A svátky jsou               | Lucie Bílá a Karel Gott                                    | Lidovka              | Původní text "The First Noël" |
| 2010 | Tambor                      | Lucie Bílá a Petr Hanovec                                  | Lidovka              | Původní text "Little Drummer Boy". |
| 2010 | Jen kvůli nám               | Lucie Bílá                                                 | Adolphe Charles Adam | Původní text "Oh Holy Night" napsal John Sullivan Dwight.                                                                                       |
| 2010 | Dlouhý šál                  | Pavel Bobek                                                | Viz dále.            | Hudba a původní text "Long Black Veil": Danny Dill a Marijohn Wilkin.                                                                           |
| 2010 | Sem tam                     | Jitka Zelenková                                            | Joni Mitchell        | Původní text "Both Sides Now" napsala Joni Mitchell.                                                                                            |
| 2010 | Být dítětem svítícím        | Lucie Bílá                                                 | Lidovka              | Původní text "Greensleeves". |
| 2011 | Hlavu mám těžkou            | Karel Bláha                                                | Zdeněk Marat         | Ze hry Kat a jeho mydlář. Natočeno v roce 1968, publikováno v roce 2011.                                                                        |
| 2011 | Stejskání                   | Lucie Bílá a Petr Janda                                    | Petr Janda           | |
| 2011 | Pomsta                      | Oldřich Veselý                                             | Oldřich Veselý       | |
| 2011 | Dej mi napít                | Oldřich Veselý                                             | Oldřich Veselý       | |
| 2011 | Fantom                      | Eva Urbanová a Karel Gott                                  | Andrew Lloyd-Webber  | Původní text "The Phantom Of The Opera" napsali Charles Clinton Wilson Hart, Michael Philip Batt a Richard Stilgoe. Ze stejnojmenného muzikálu. |
| 2011 | Všechno právě teď je jen    | Karel Gott                                                 | Viz dále.            | Hudba a původní text "The Way You Look Tonight" Jerome Kern a Dorothy Fields. Z filmu Swing Time.                                               |
| 2011 | Bláznem zdám se             | Karel Gott                                                 | Willie Nelson        | Původní text "Crazy" napsal Willie Nelson. |
| 2011 | Miss Jones                  | Karel Gott                                                 | Richard Rodgers      | Z hudební komedie I'd Rather Be Right. Původní text "Have You Met Miss Jones?" napsal Lorenz Hart.                                              |
| 2011 | Já a můj svět               | Karel Gott                                                 | Cyril Ornadel        | Původní text "If I Ruled The World" napsal Leslie Bricusse. Z muzikálu Pickwick.                                                                |
| 2011 | Sentiment                   | Karel Gott                                                 | Viz dále.            | Hudba a původní text "Try A Little Tenderness": James Campbell, Harry Woods a Reginald Connelly.                                                |
| 2011 | Ty jsi můj zvláštní Anděl   | Karel Gott                                                 | Jimmy Duncan         | Původní text "My Special Angel" napsal Jimmy Duncan.                                                                                            |
| 2011 | Ať láska křídly mává        | Lucie Bílá a Karel Gott                                    | Dario Baldan Bembo   | Původní text "Tu cosa fai stasera" napsal Amerigo Cassella.                                                                                     |
| 2012 | Dotek lásky                 | Karel Gott                                                 | Dan Hill             | Původní text "Never Thought That I Could Love" napsal Dan Hill.                                                                                 |
| 2012 | Modrý samet                 | Karel Gott                                                 | Bernie Wayne         | Původní text "Blue Velvet" Lee Morris. |
| 2012 | Jsem tvůj tichý pacient     | Lucie Bílá                                                 | Viz dále.            | Hudba a původní text "Love Must Carry On" Marcus Brosch, Tobias Neumann, Mark Agbi a Inessa Alexandrova.                                        |
| 2012 | Chyba lávky                 | Lucie Bílá                                                 | Kari Kimmel          | Původní text "I like it" napsal Kari Kimmel. |
| 2012 | Archanděl Chamiel           | Lucie Bílá                                                 | Sid Hartha           | Původní text "The Picture" napsal Sid Hartha.                                                                                                   |
| 2012 | Chtěla bych znát            | Lucie Bílá                                                 | Viz dále.            | Hudba a původní text "All You Need To Know" Nancy Kay a Steve Lindsey.                                                                          |
| 2012 | Co do jména?                | Lucie Bílá                                                 | René Rypar           | |
| 2012 | Namále má                   | Lucie Bílá                                                 | Dalibor Cidlinský    | |
| 2012 | Modi                        | Lucie Bílá                                                 | Petr Malásek         | |
| 2012 | Snad je ti něčeho líto      | Katapult                                                   | Oldřich Říha         | Nahráno v roce 1982, publikováno v roce 2012.                                                                                                   |
| 2012 | Přísaha                     | Sbor                                                       | Ondřej Brzobohatý    | Z muzikálu "Já, Francois Villon". |
| 2012 | Co život je?                | Martin Písařík, Tomáš Vaněk, Peter Strenáčik               | Ondřej Brzobohatý    | Z muzikálu "Já, Francois Villon". |
| 2012 | Vždy můžeš lásce víc dát    | Petra Vraspírová, Martin Písařík                           | Ondřej Brzobohatý    | Z muzikálu "Já, Francois Villon". |
| 2012 | Svatební smlouva I.         | Petra Vraspírová, Martin Písařík                           | Ondřej Brzobohatý    | Z muzikálu "Já, Francois Villon". |
| 2012 | Jak hrdé klisně             | Martin Písařík                                             | Ondřej Brzobohatý    | Z muzikálu "Já, Francois Villon". |
| 2012 | No, tak ho zabijte          | Petra Vraspírová, Martin Písařík, Tomáš Petřík             | Ondřej Brzobohatý    | Z muzikálu "Já, Francois Villon". |
| 2012 | Padni komu padni            | Martin Písařík                                             | Ondřej Brzobohatý    | Z muzikálu "Já, Francois Villon". |
| 2012 | Modlitba Coquillardů        | Ondřej Černý, Martin Písařík, Peter Strenáčik, Tomáš Vaněk | Ondřej Brzobohatý    | Z muzikálu "Já, Francois Villon". |
| 2012 | Proč?                       | Jana Malá                                                  | Ondřej Brzobohatý    | Z muzikálu "Já, Francois Villon". |
| 2012 | Svatební smlouva II.        | Petra Vraspírová a Jana Malá                               | Ondřej Brzobohatý    | Z muzikálu "Já, Francois Villon". |
| 2012 | Přerozdělení                | Sbor                                                       | Ondřej Brzobohatý    | Z muzikálu "Já, Francois Villon". |
| 2012 | Elixír Života               | Petr Kostka                                                | Ondřej Brzobohatý    | Z muzikálu "Já, Francois Villon". |
| 2012 | Francois, Františku, Franto | Sbor                                                       | Ondřej Brzobohatý    | Z muzikálu "Já, Francois Villon". |
| 2012 | Co život je?                | Martin Písařík, Peter Strenáčik, Tomáš Vaněk               | Ondřej Brzobohatý    | Z muzikálu "Já, Francois Villon". |
| 2012 | Láska k muži je dvojlomná   | Petra Vraspírová a Jana Malá                               | Ondřej Brzobohatý    | Z muzikálu "Já, Francois Villon". |
| 2012 | Testament                   | Martin Písařík                                             | Ondřej Brzobohatý    | Z muzikálu "Já, Francois Villon". |
| 2012 | Dado – Cesta                | Martin Písařík                                             | Ondřej Brzobohatý    | Z muzikálu "Já, Francois Villon". |
| 2013 | Voda v žilách               | Antonín Gondolán                                           | Antonín Gondolán     | |
| 2013 | On byl tak nádherný         | Lucie Bílá                                                 | Viz dále.            | Hudba a původní text "He was beautiful" Stanley Myers a Cleo Laine.                                                                             |
| 2014 | Obraz žen                   | Karel Gott                                                 | Petr a Pavel Orm     | |

### Nevydaná tvorba
| Název písně       | Interpret | Hudba                       |
| ----------------- | --------- | --------------------------- |
| Moje noční filmy  | Citron    | Vladimír Kubala             |
| Výtah se má       | Citron    | Petr Michalík, Míla Benýšek |
| Klíč              | Citron    | Vladimír Kubala             |
| Vyzutá tvář       | Citron    | Petr Michalík               |
| Svátky            | Citron    | Jiří Schmutz                |
| Obratník raka     | Citron    | Vladimír Kubala             |
| Už závratě řídnou | Citron    | Petr Michalík               |
| Máme tu pouť      | Citron    | Vladimír Kubala             |

## Muzikály
- Mazlíčkové, 1974, HDK
- Cikáni jdou do nebe, 1986, HDK
- Zahraj to znovu, Same, 1989, HDK
- Povečeříme v posteli, 1992 HDK
- Zapalovač – 451° Fahrenheita, 1994, HDK
- Líp se loučí v neděli, 2001, Divadlo Ungelt
- Odysseia, 2006, Městské divadlo Brno a v roce 2017 pak Velká scéna Divadla v Mostě
- Já, Francois Villon, 2012, Divadlo Na Jezerce
- Antoinetta – královna Francie, 2014, Divadlo Hybernie